# Musée national étrusque de la villa Giulia
Pour les articles homonymes, voir Villa Giulia.
Le Musée national étrusque de la villa Giulia (en italien, Museo Nazionale Etrusco di Villa Giulia) est un musée de Rome consacré aux civilisations étrusque et falisque. C'est le plus grand musée étrusque du monde.
Il se trouve à la villa Giulia, située dans le quartier Pinciano, résidence papale d'été, construite sous le pontificat du pape Jules III; depuis 2012  une annexe est située à proximité dans la villa Poniatowski. Le musée rassemble des objets issus de fouilles menées durant près d'un siècle dans l'Étrurie méridionale, parmi lesquels les plus connus sont l'Apollon de Véies, le centaure de Vulci, les lamelles d'or de Pyrgi et un exemplaire du Sarcophage des Époux.

## Historique
La création du musée se rattache au programme établi par Felice Barnabei à la fin des années 1880 : son idée est d'établir un « profil archéologique » de la région grâce à des fouilles méthodiques reposant sur des études topographiques, ainsi qu'une étude systématique des objets mis au jour et leur présentation au public. Les premiers objets à rejoindre les collections proviennent des fouilles de Civita Castellana, ancienne Falerii, capitale des Falisques.
À l'origine, la villa Giulia n'est censée être qu'un lieu de stockage temporaire des matériaux. En 1889, le Musée national romain est créé. Il est divisé en deux sections : « urbaine » et « extra-urbaine », suivant l'origine du matériel archéologique. La section urbaine est implantée dans les Thermes de Dioclétien, tandis que la seconde est maintenue à la villa Giulia, dont les collections de s'enrichissent des découvertes faites dans le Latium (Gabies, Colli Albani, puis Palestrina), l'Étrurie (Cerveteri et Véies), puis l'Ombrie (Todi, Terni). Alors que le programme de Barnabei prévoyait la présentation d'objets de toutes les civilisations s'étant succédé dans la région de Rome, le musée se consacre finalement à la civilisation étrusque, recevant son nom officiel de « musée national étrusque ».
En 2012, le Musée national étrusque de la Villa Giulia a également ouvert certaines salles à l’intérieur de la Villa Poniatowski, une annexe papale historique.

## Collections

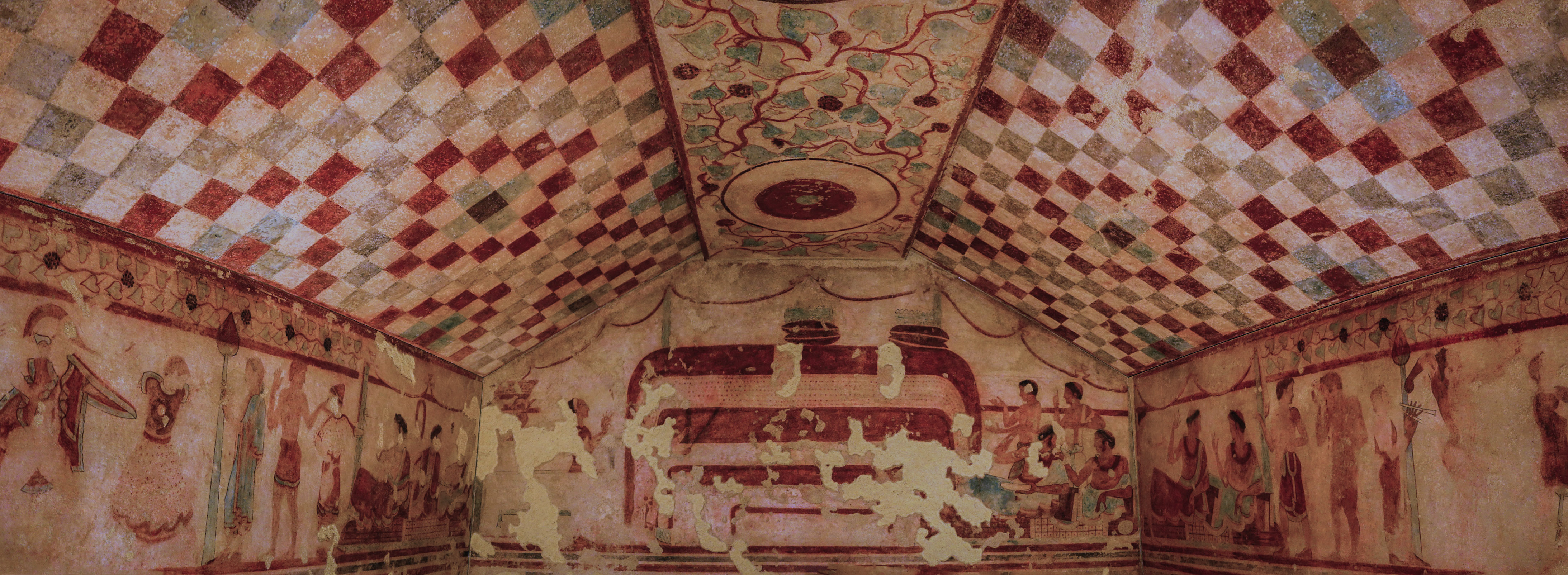
Tombe du lit funèbre, Tarquinia

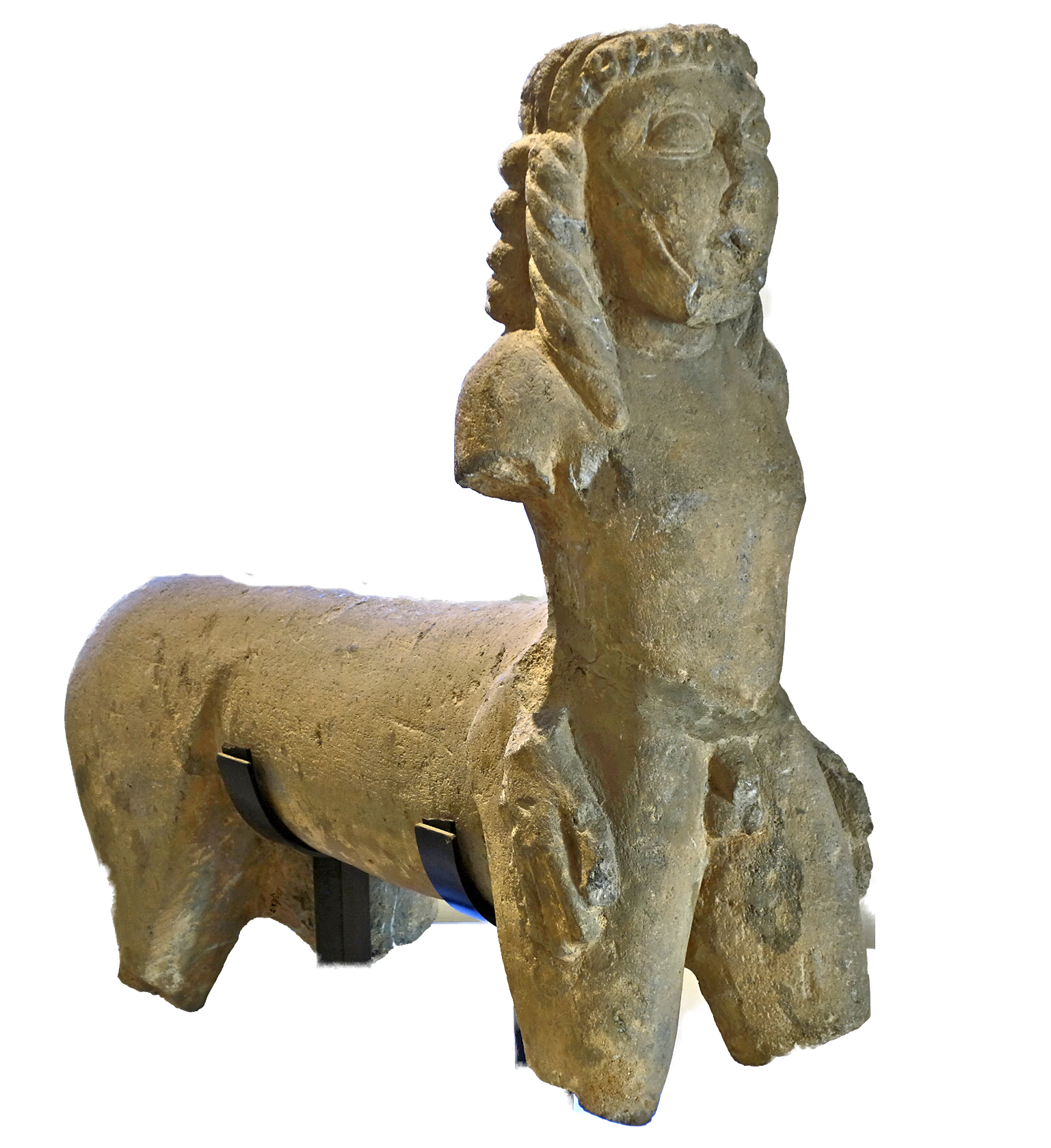
Centaure de Vulci
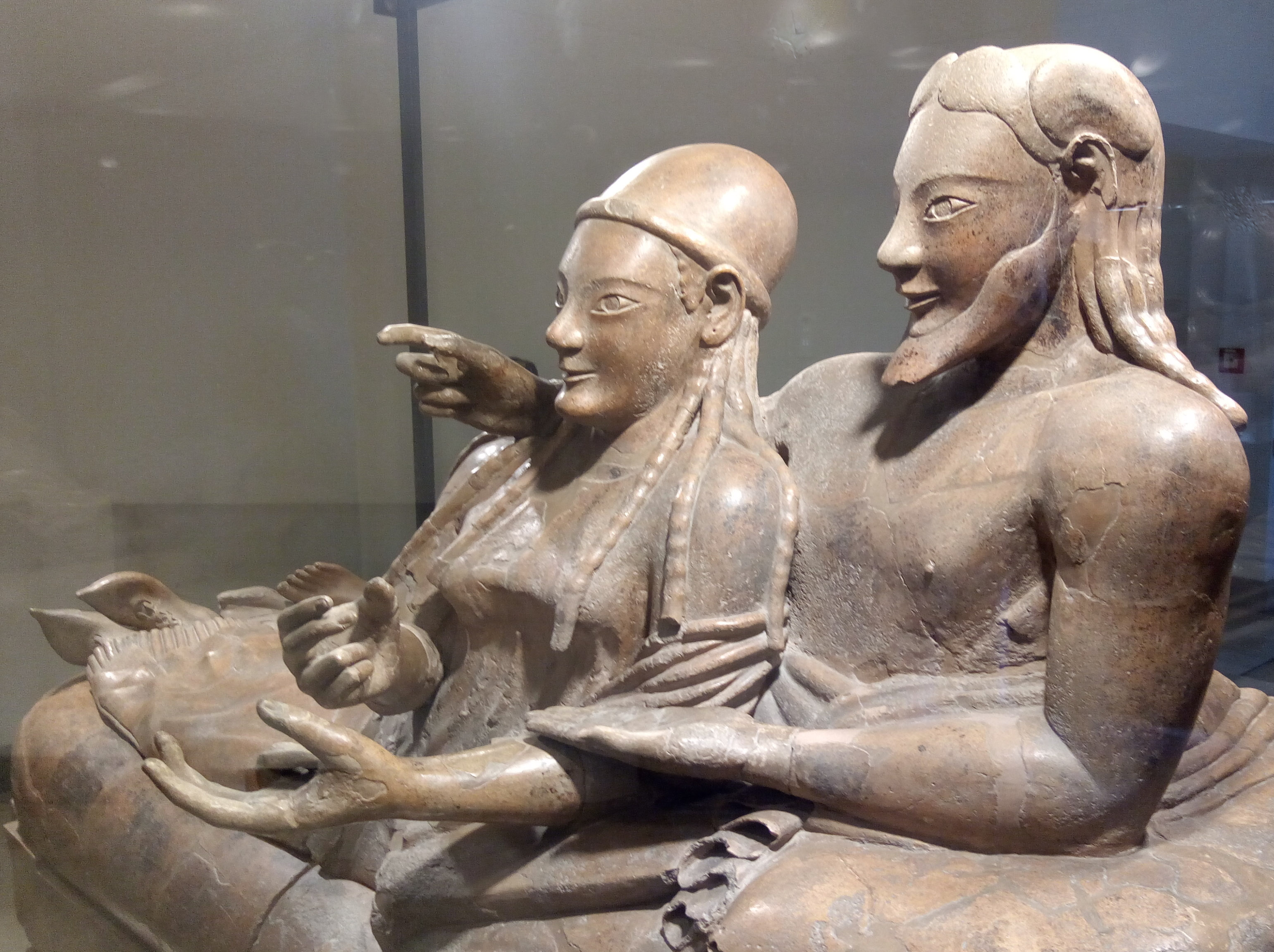
Sarcophage des Époux provenant de la nécropole de Banditaccia (Cerveteri - ancienne   Caere)
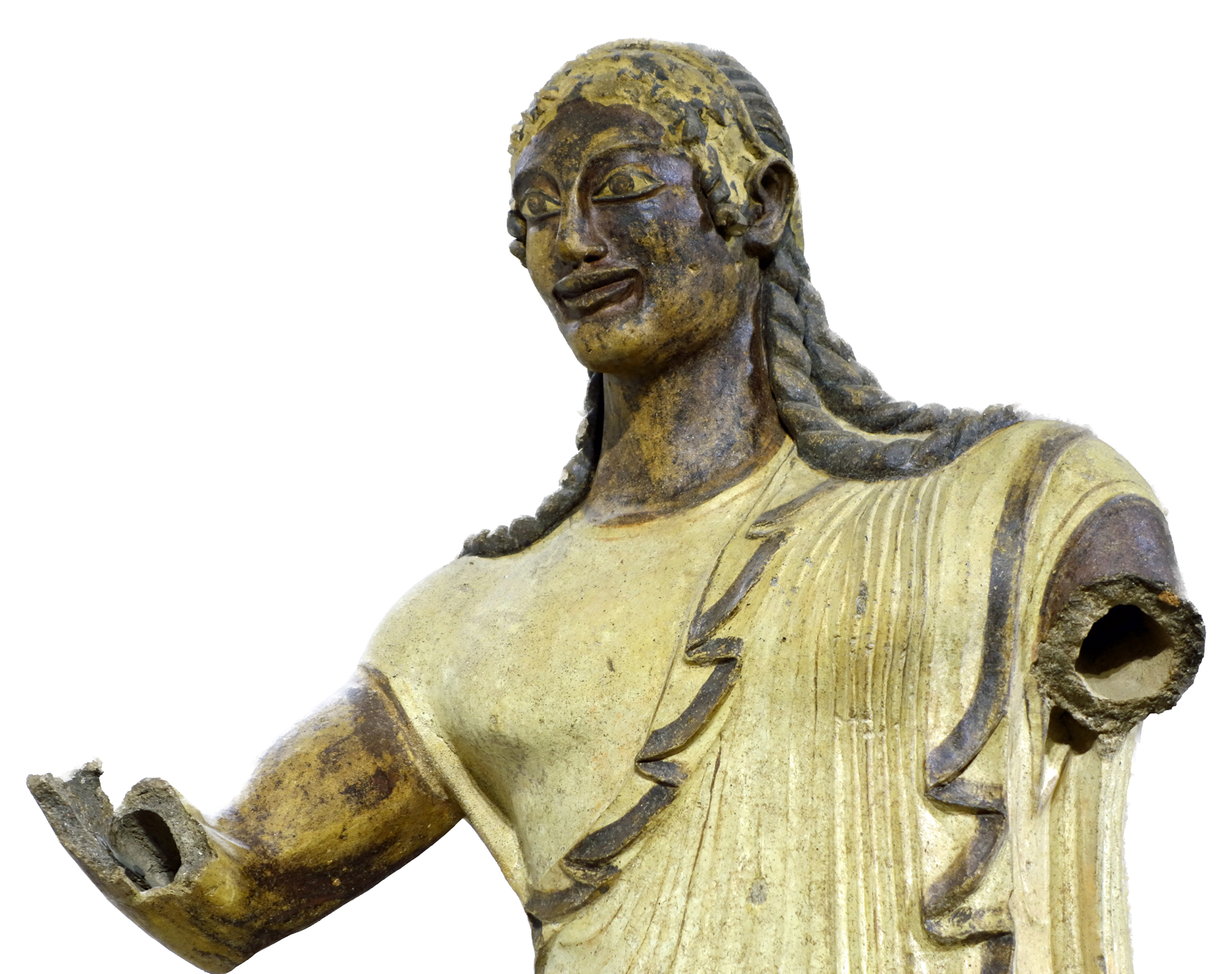
Apollon de Véies

Les premières salles du musée sont organisées selon un double principe : topographique et chronologique.

### Vulci(salles 1 à 5)
- Centaure de Vulci, en nenfro VIe siècle av. J.-C., provenant de la nécropole de Poggio Maremma ;
- Urnes funéraires biconiques ou en forme de huttes ;
- Vases en bucchero et vases grecs de haute qualité, importés de l'Attique.

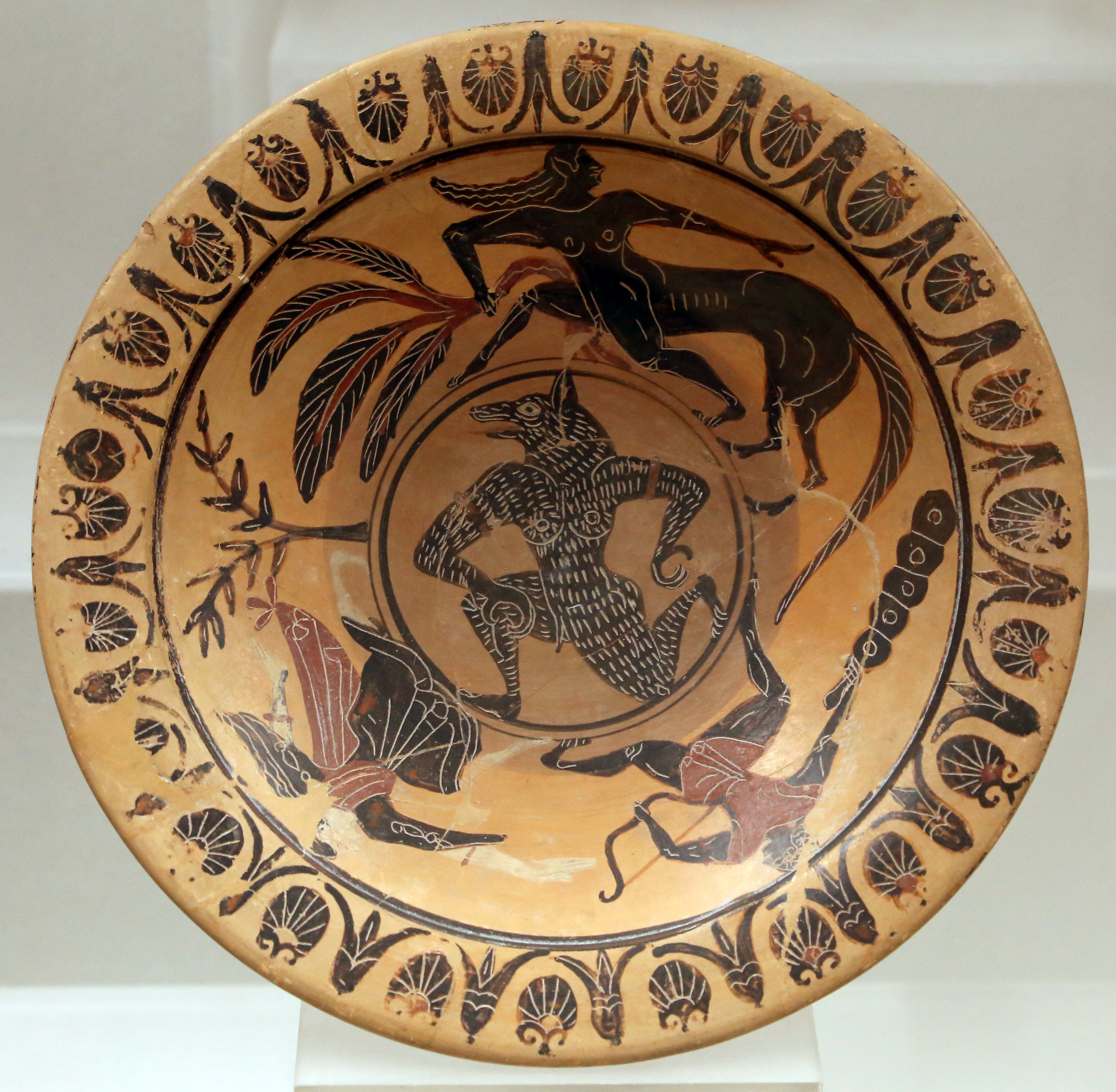
Enlèvement de Déjanire et divinité lycanthrope. Peintre de Tytios. Plat étrusque, nécropole de la Taverne, Vulci, 540-510 av. J.-C.
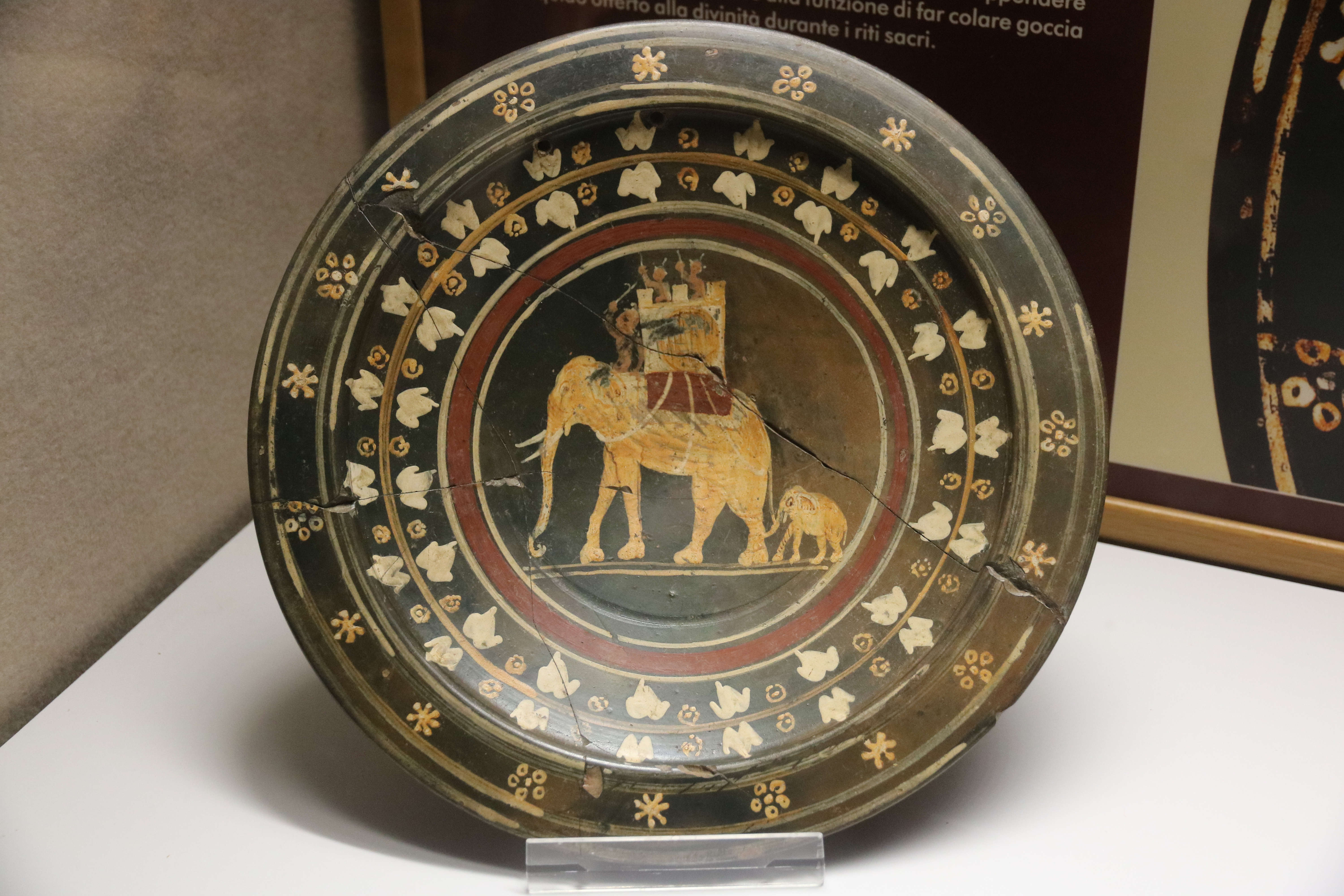
Éléphant indien à usage militaire. Céramique de type Pocolom (de), Vulci.
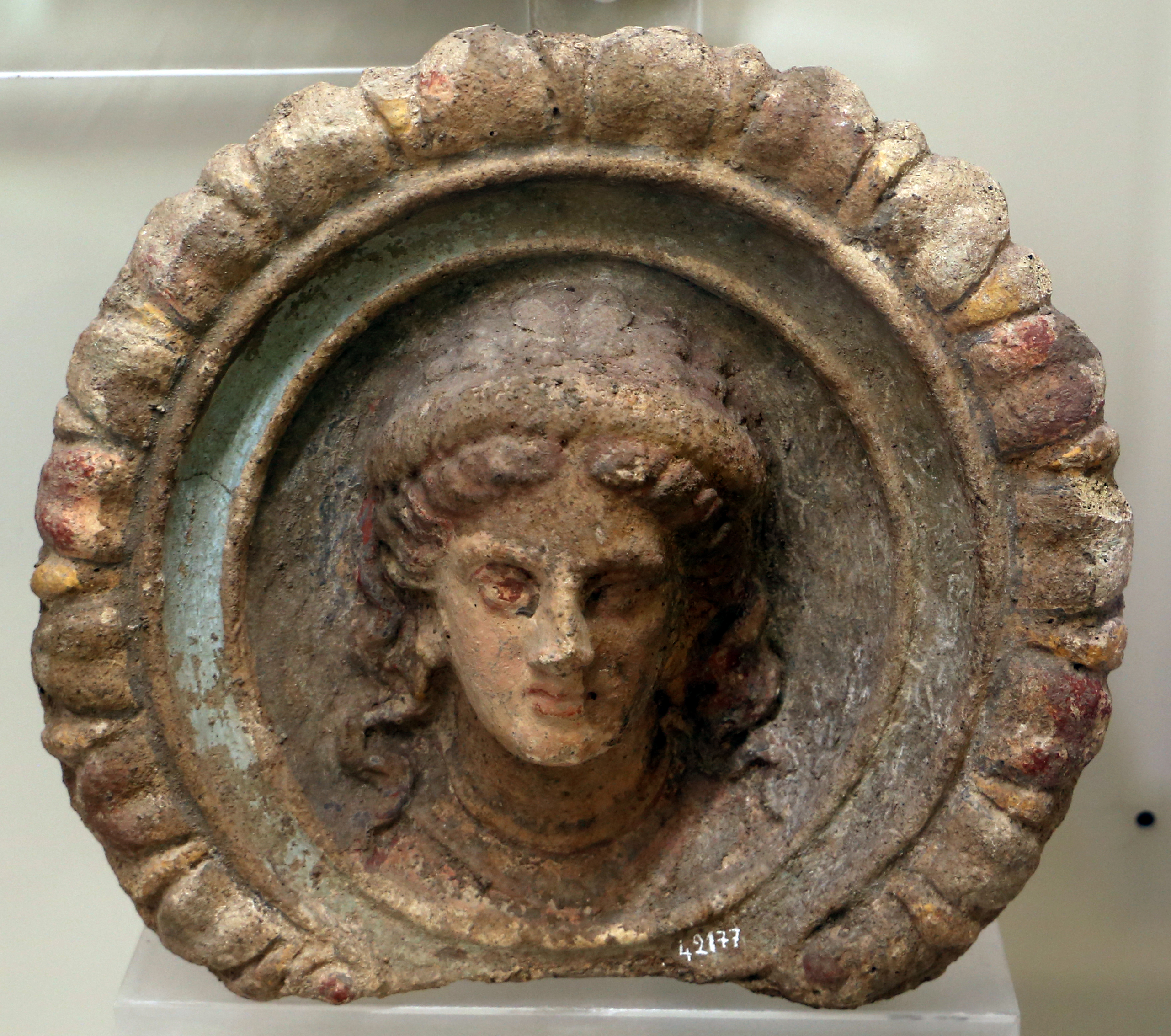
Antéfixe à tête féminine, nécropole de la Taverne, Vulci, 300 av. J.-C.

### Bisenzio(salle 6)
- Chariot funéraire en bronze provenant de la nécropole d'Olmo Bello.

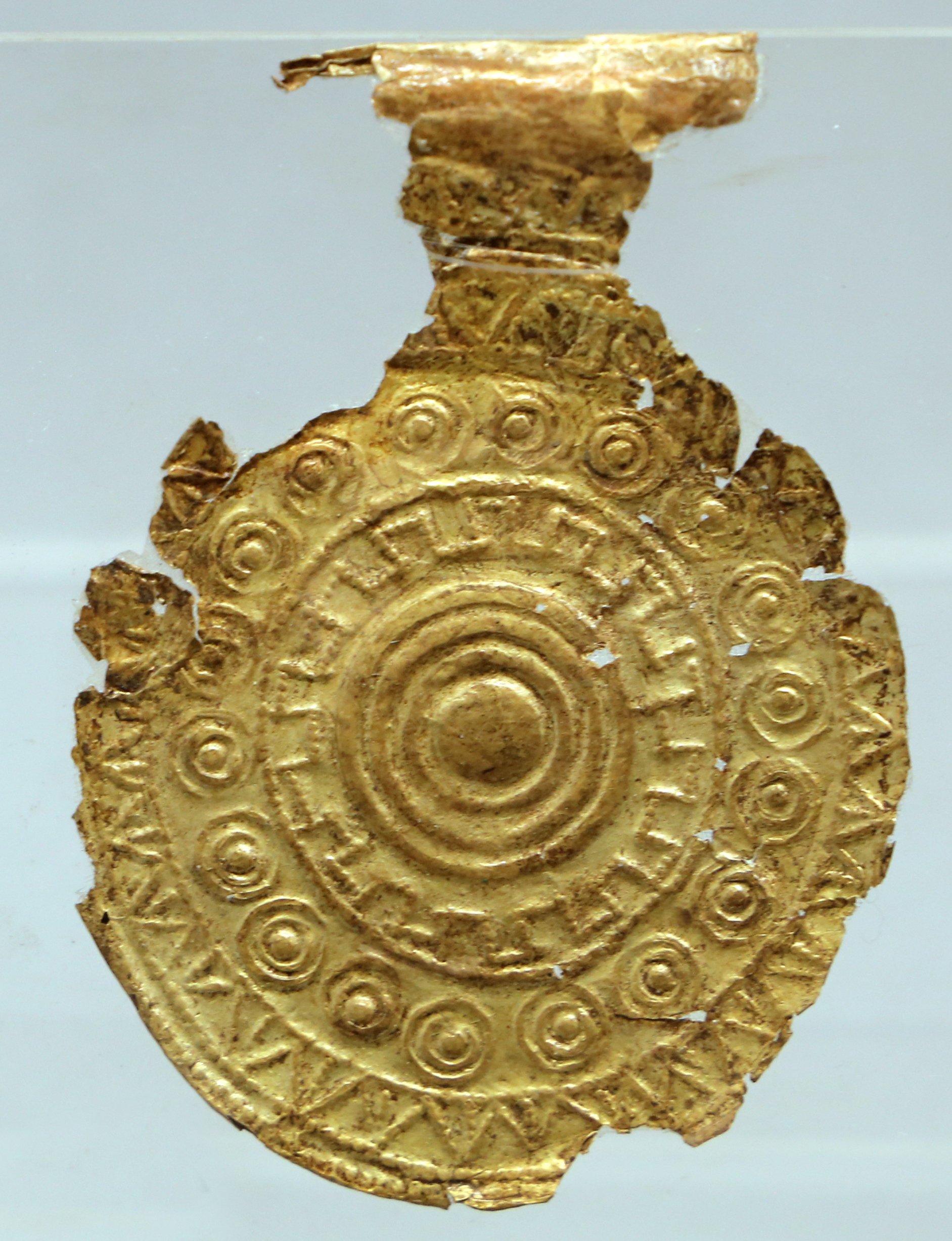
Pendentif en or. Nécropole d'Olmo Bello, tombe 22, vers 720-700 av. J.-C.
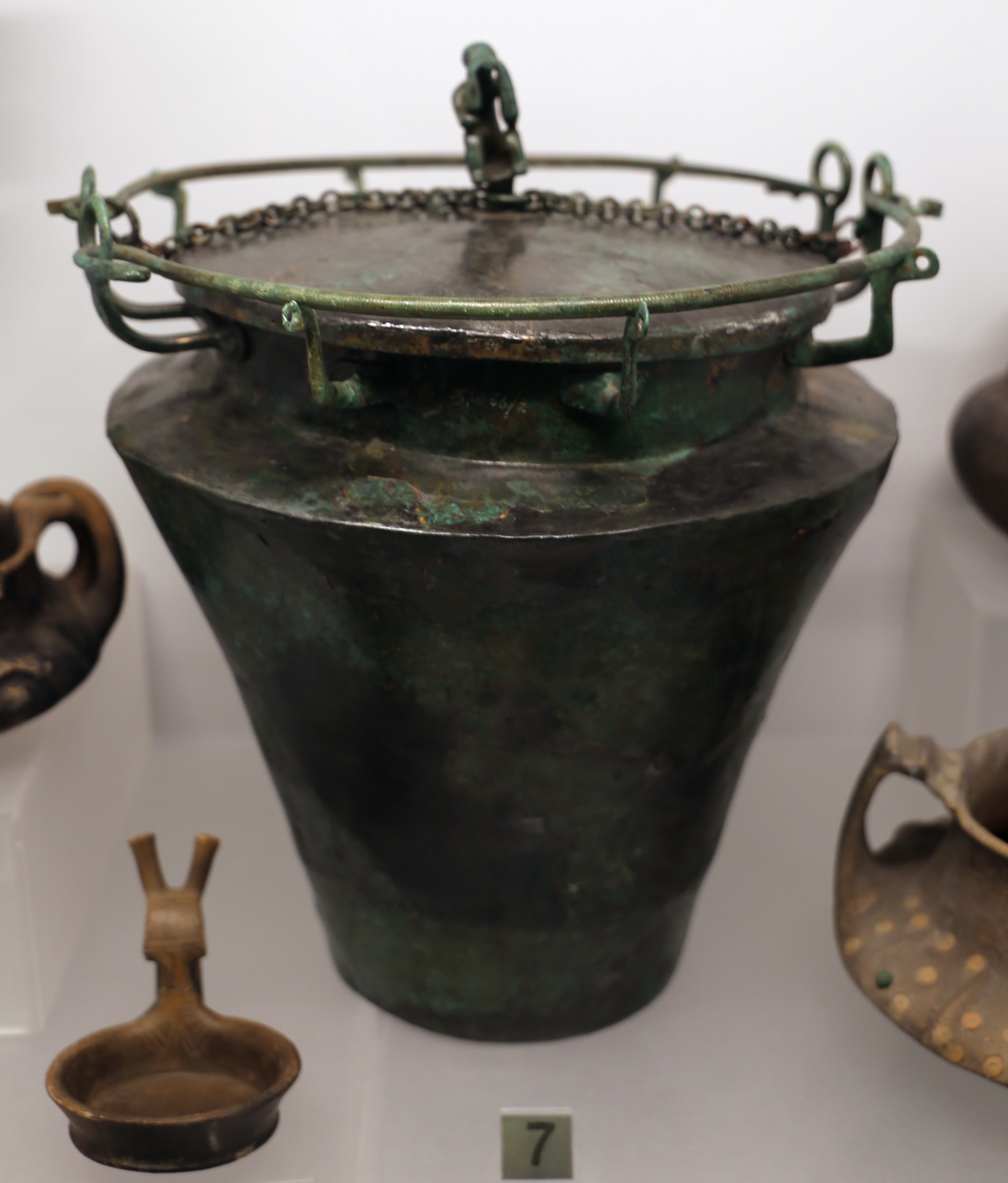
Situle en bronze et figure d'ours. Nécropole d'Olmo Bello, tombe 22, vers 720-700 av. J.-C.

### Véies(salle 7)
- Apollon de Véies, en terre cuite polychrome, élément d'un groupe représentant l'affrontement entre Héraclès et Apollon pour la biche de Cérynie ;
- Tête d'Hermès du sanctuaire de Portonaccio : acrotère en argile, 510-500 av. J.-C.

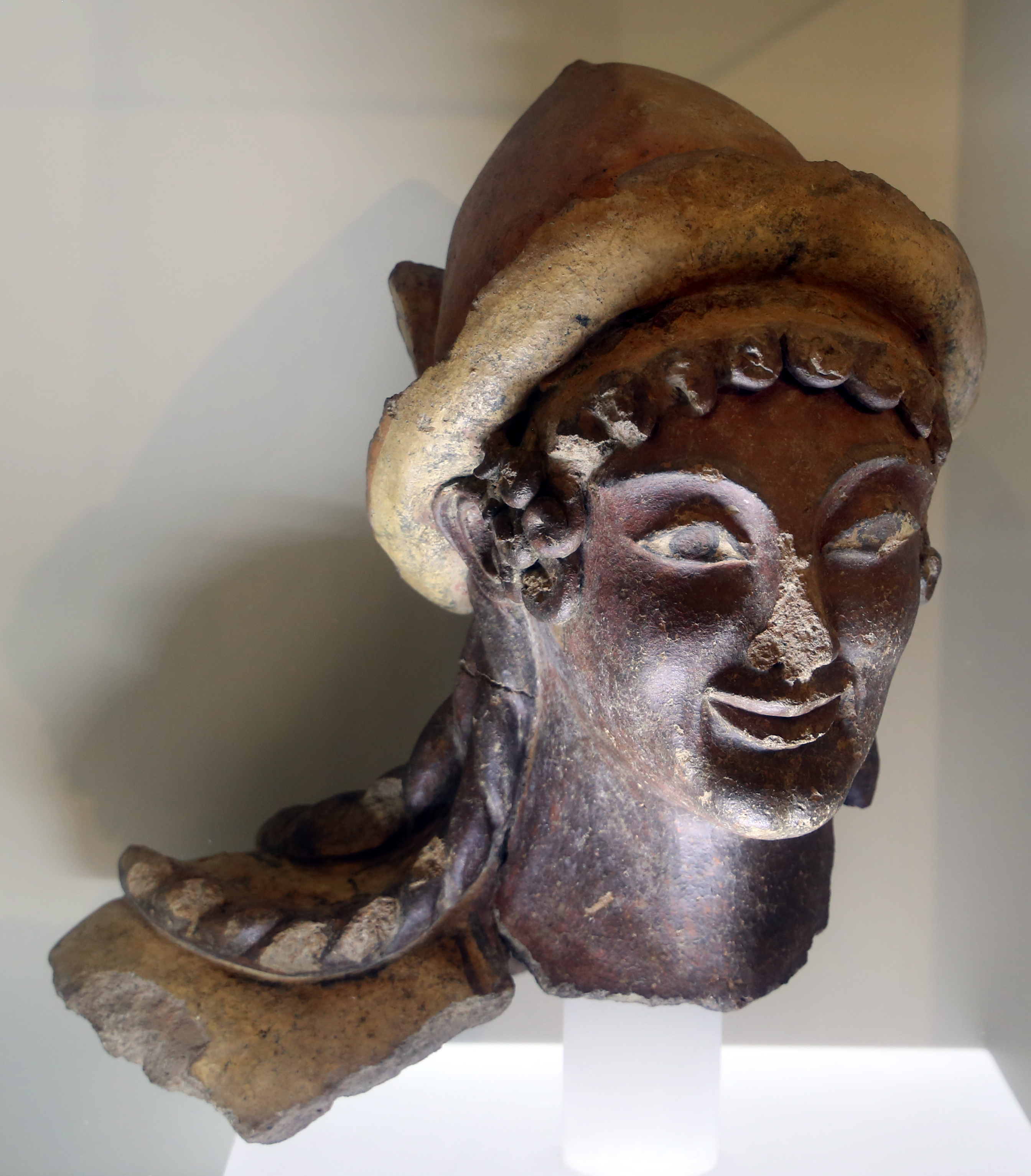
Acrotère à tête de Mercure, 510-500 av. J.-C.
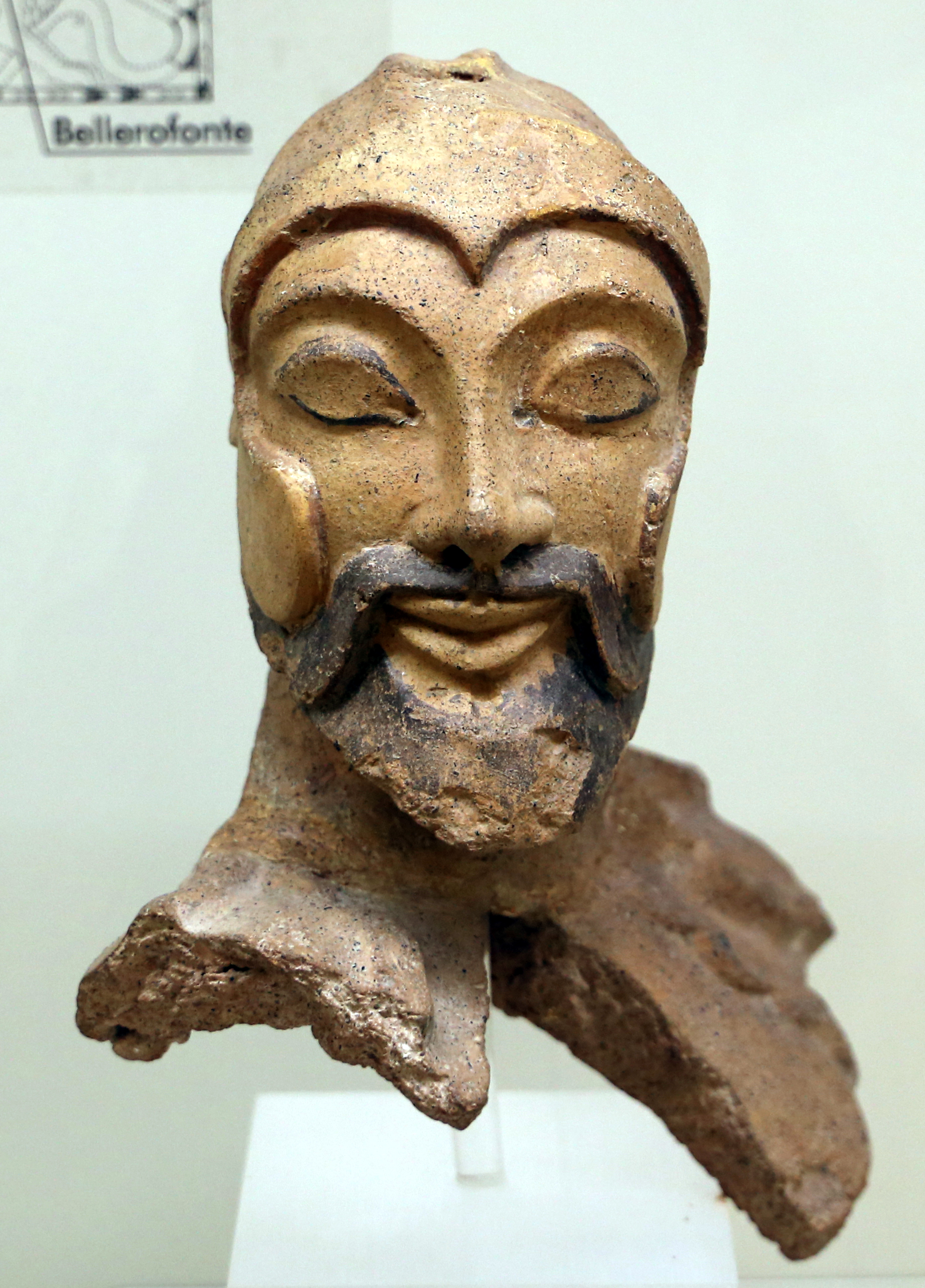
Buste d'argile, peut-être Bellérophon. Sanctuaire de Portonaccio, ca. -500.
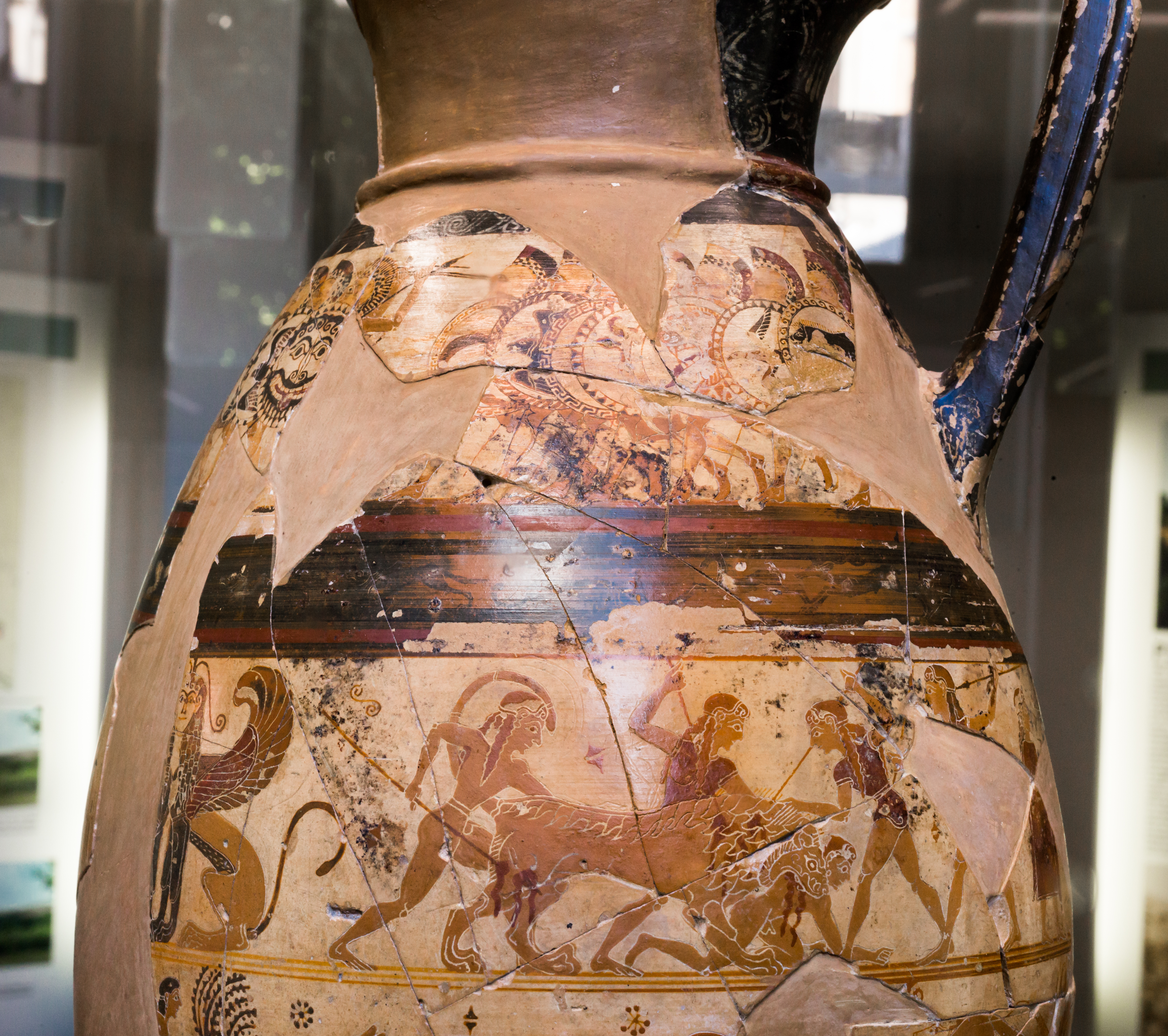
Olpe protocorinthien à figures noires anciennes : le chasseur lève la main afin de transpercer le lion ;  chasse au lion, au renard et au lièvre. Corinthe, ca. -650. Véies, tumulus de Monta Aguzzo (Formello), inv. 22679
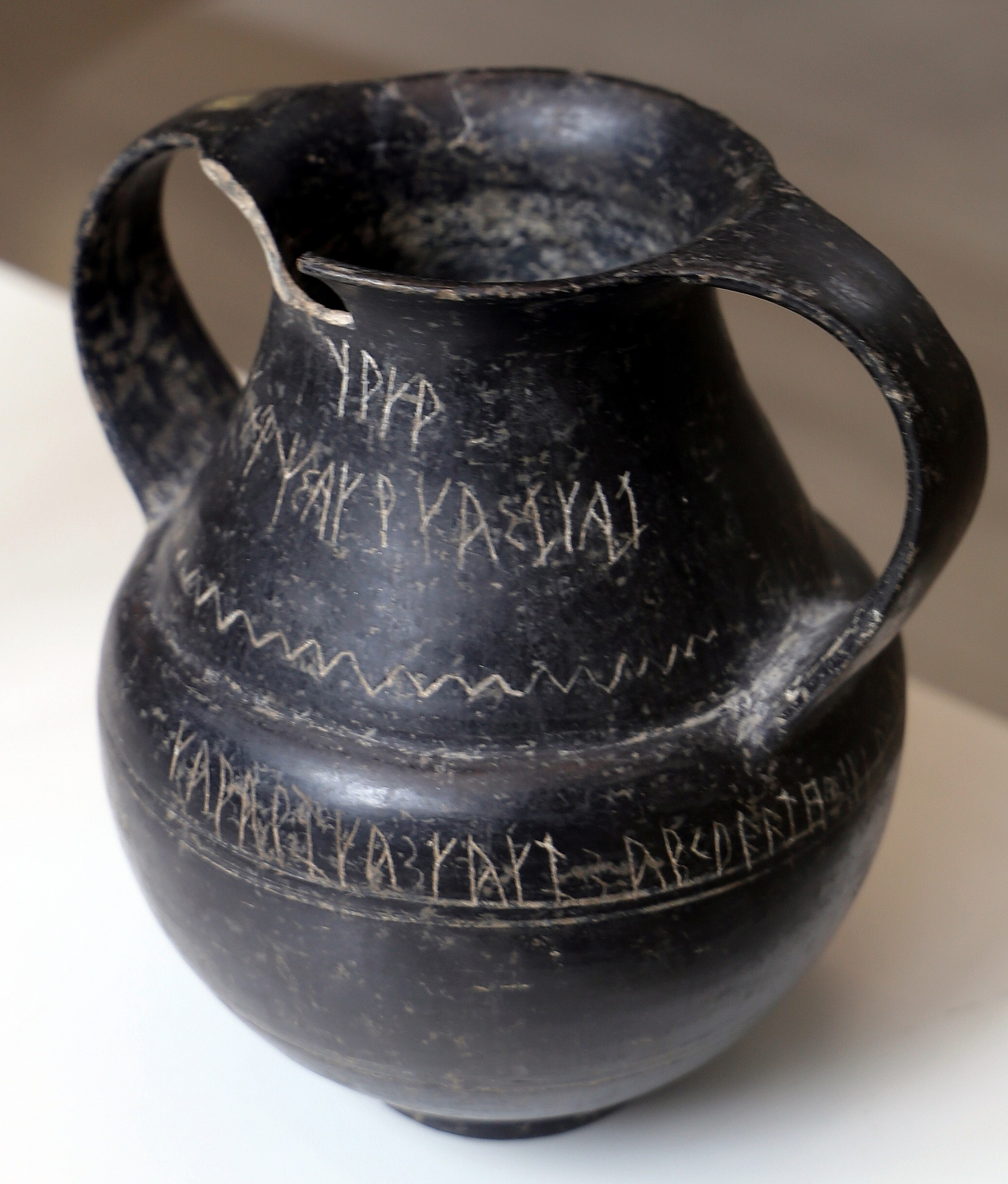
Petite amphore en bucchero, décorée d'un alphabet étrusque.

### Cerveteri(salles 8 à 10)
- Sarcophage dit « des Époux » ;
- Sarcophage orientalisant dit « des Lions » ; mobilier funéraire de la civilisation de Villanova ;
- Céramiques grecques, dont un groupe d'hydries de Caéré ;
- Aryballe Poupé.

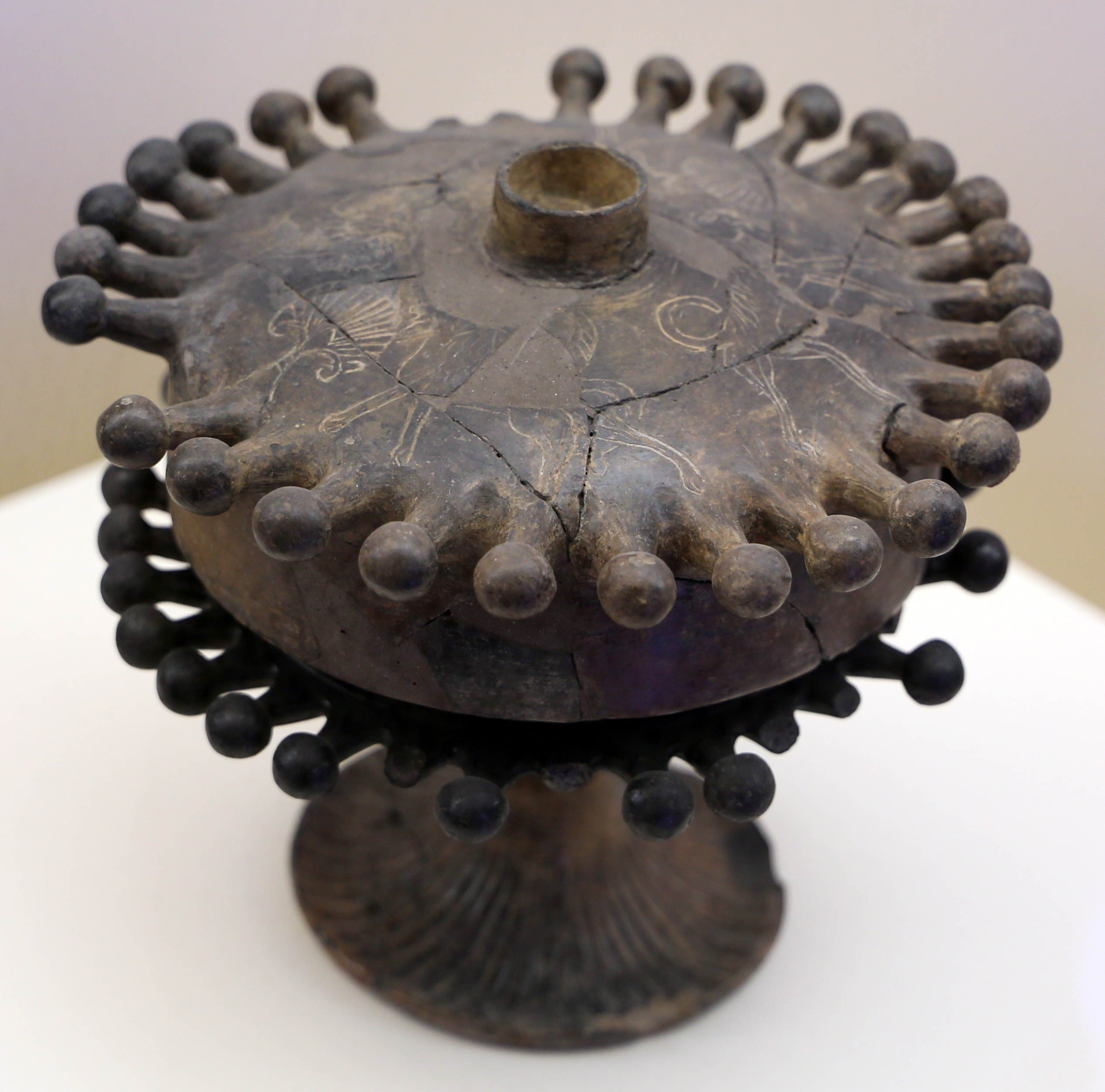
Pyxide sur pied mobile, en bucchero, -650.
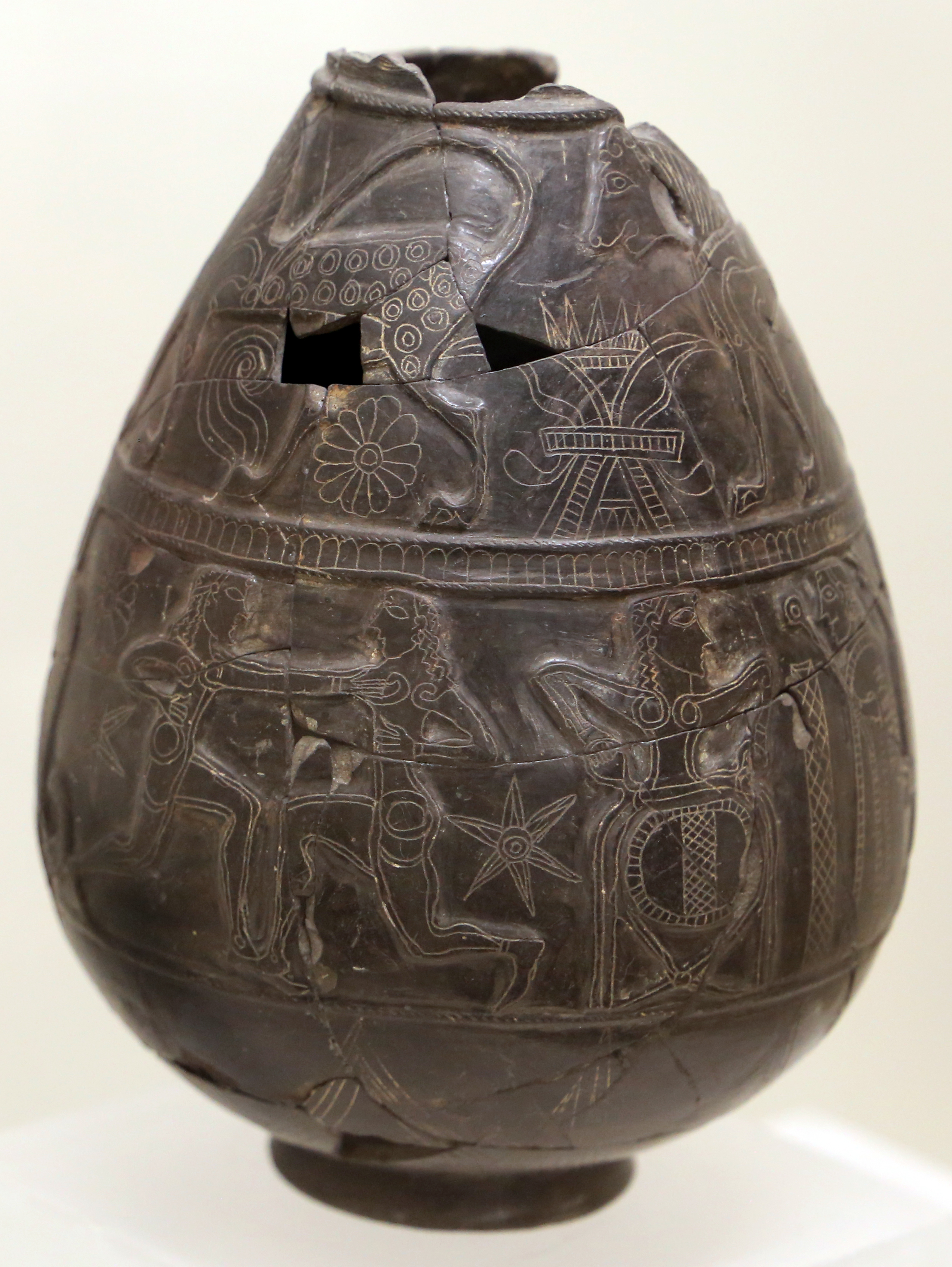
Olpé (ὄλπη) en bucchero, montrant un match de boxe, -630.
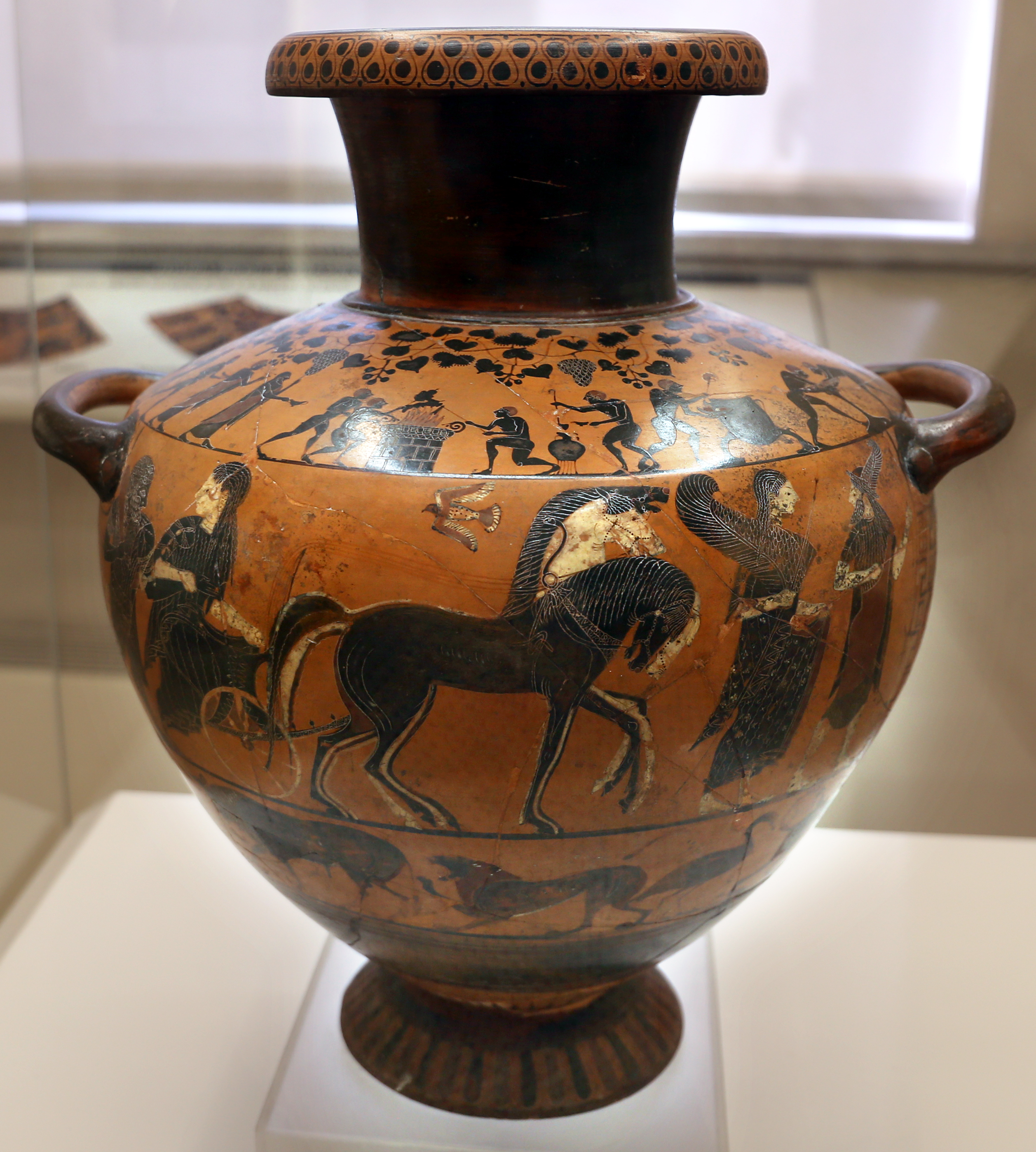
Hydrie Ricci, nécropole de Banditaccia (Cerveteri), -530. L'épaule montre une scène de sacrifice.

### Falerii(salles 28 à 31)
- Junon Scasato, tête d'une figure de terre cuite peinte provenant du fronton d'un temple falisque, près de Falerii, -380.
- Statue d'Apollon en terre cuite issue du sanctuaire de Scasato ;
- Rhyton en forme de tête de chien du Peintre de Brygos.
- Cratère d'Éôs (l'Aube) sur son quadrige, forcée par Céphale, et Thétis soumise par Pélée. Falerii, nécropole à colonnes, tombe 4, 375-350 av. J.-C.

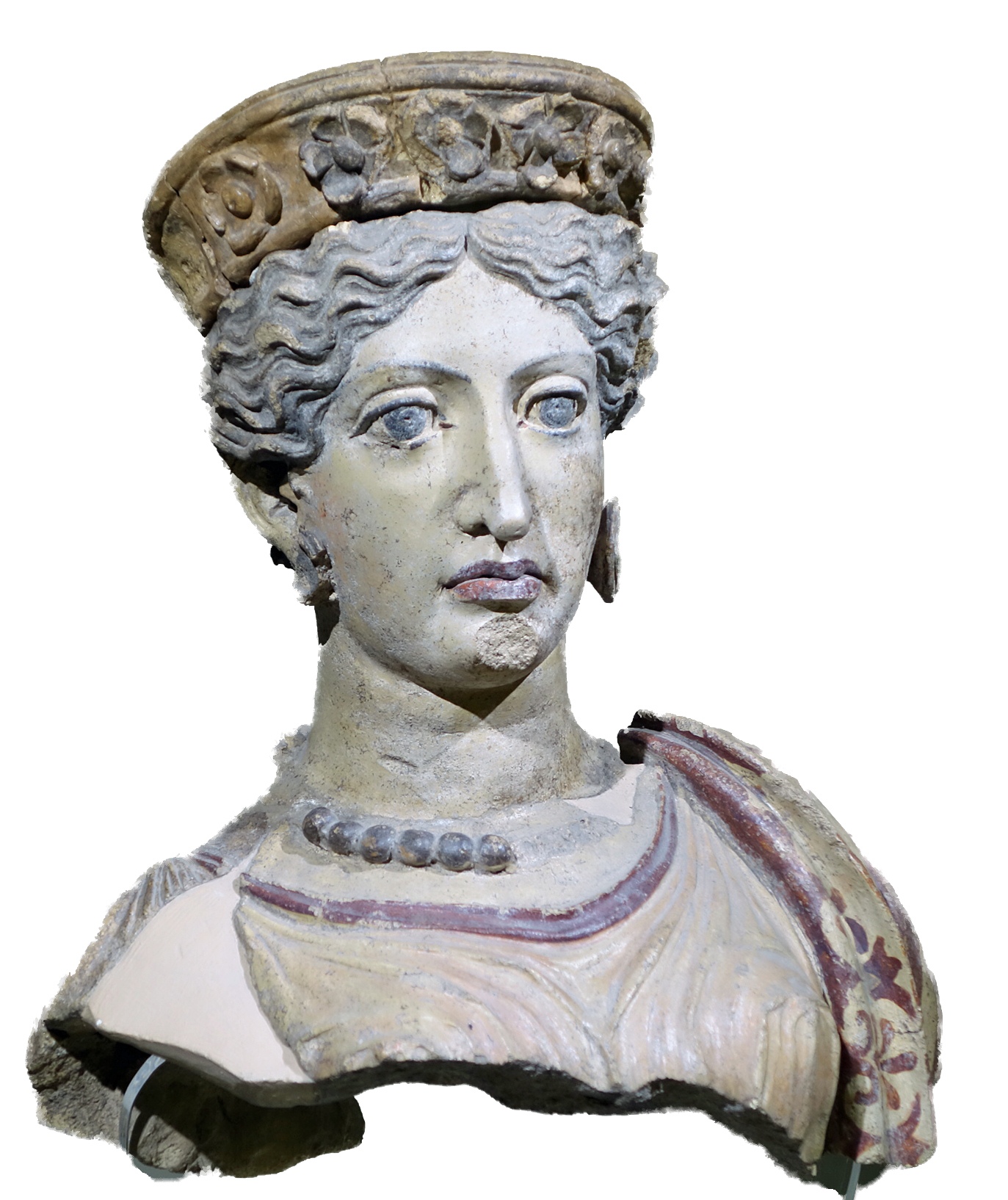
Junon Scasato
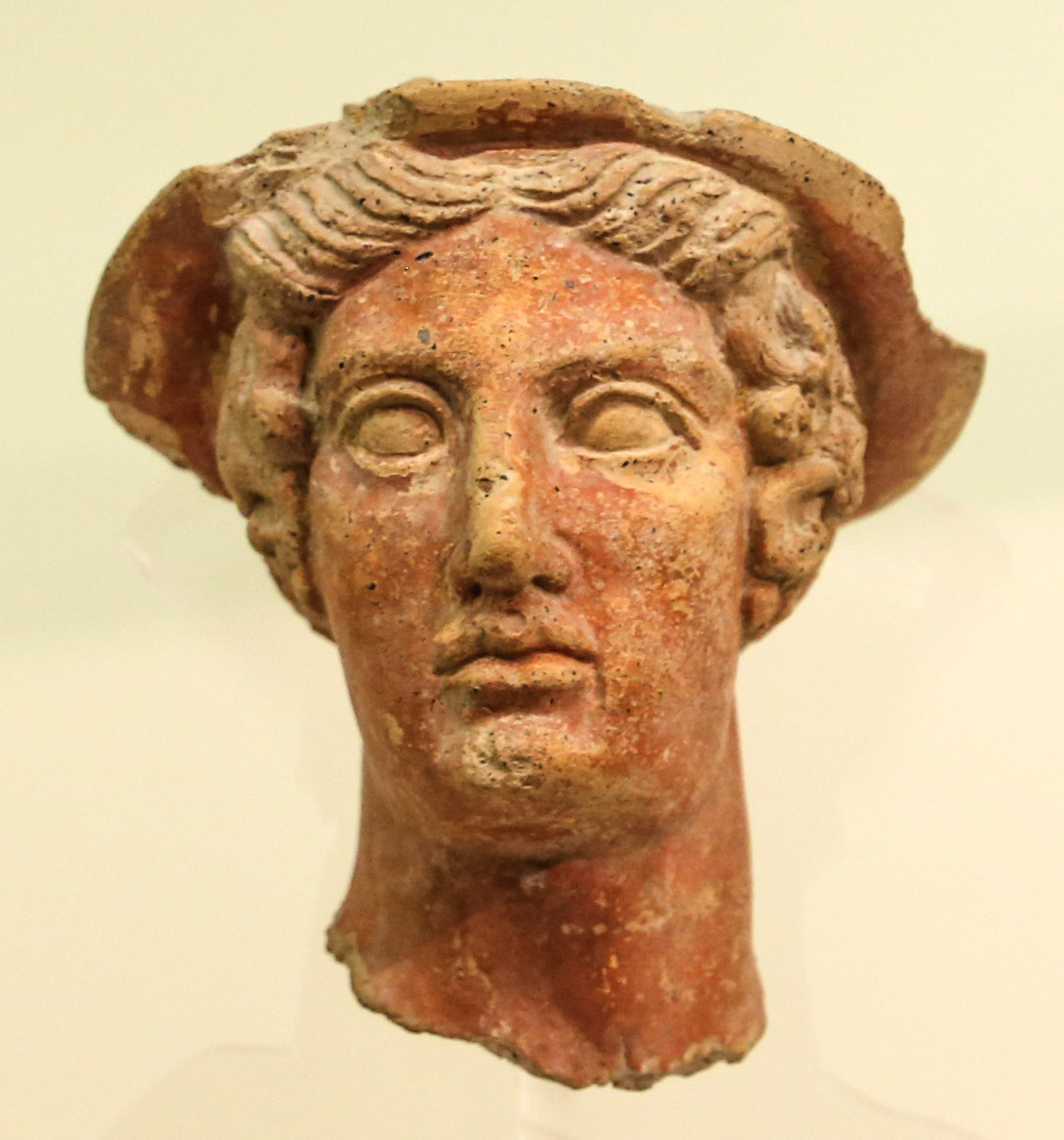
Tête d'homme ou Mercure, ca. -400
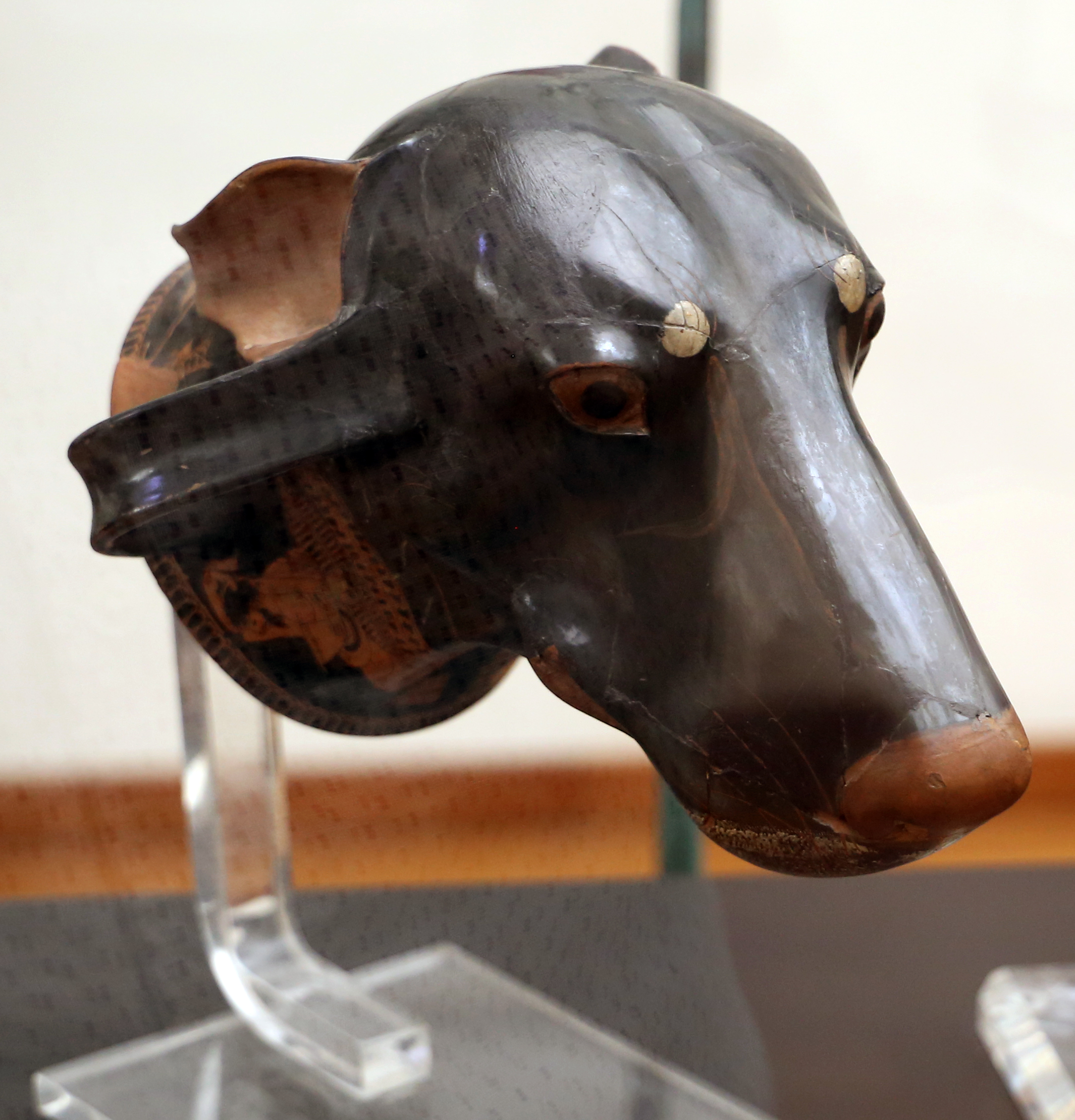
Rhyton en forme de tête de chien du Peintre de Brygos, Faléries, ca. -500
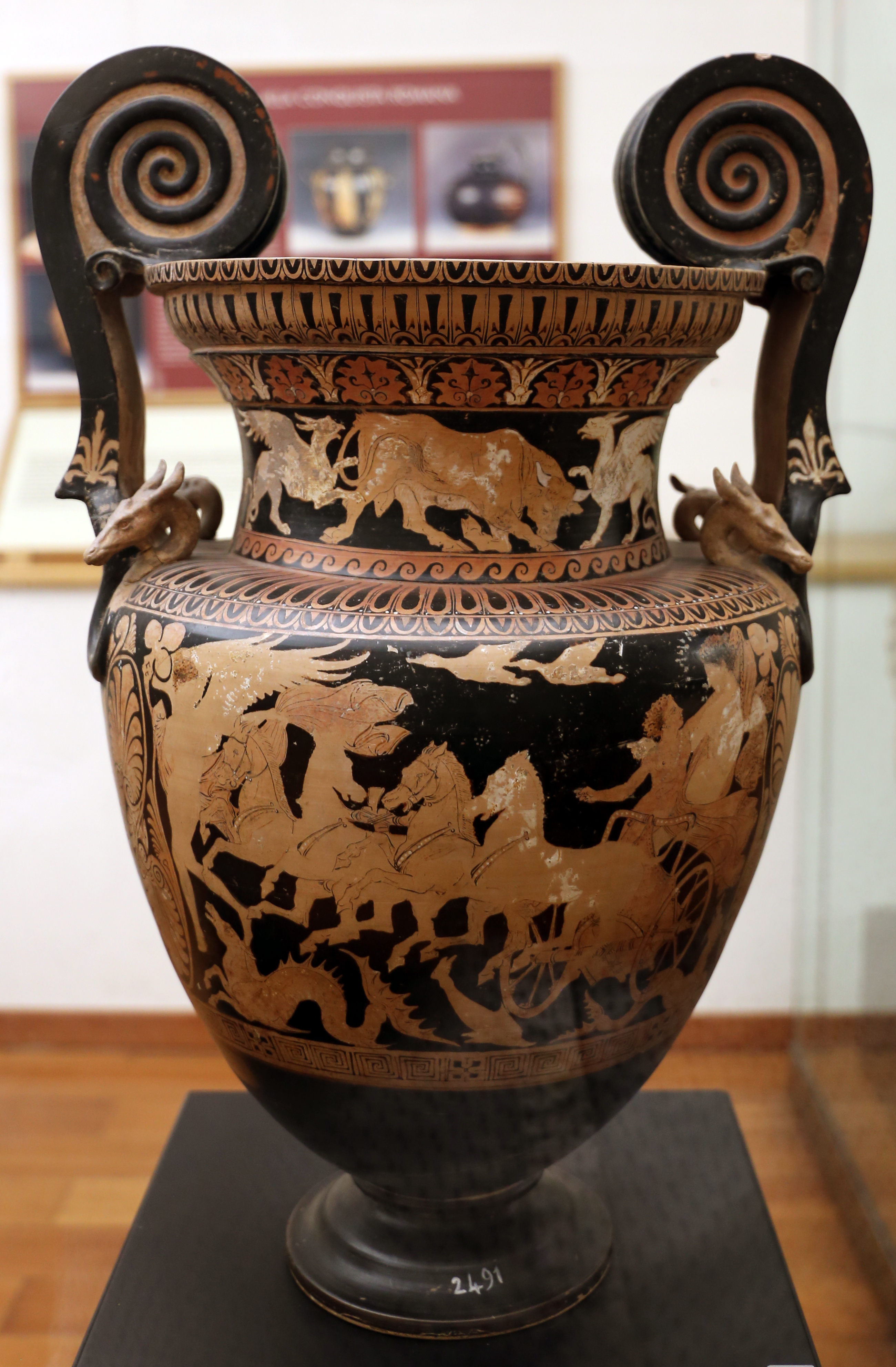
Cratère d'Éôs et Céphale, et de Thétis et Pélée, Faléries, 375-350 av. J.-C.
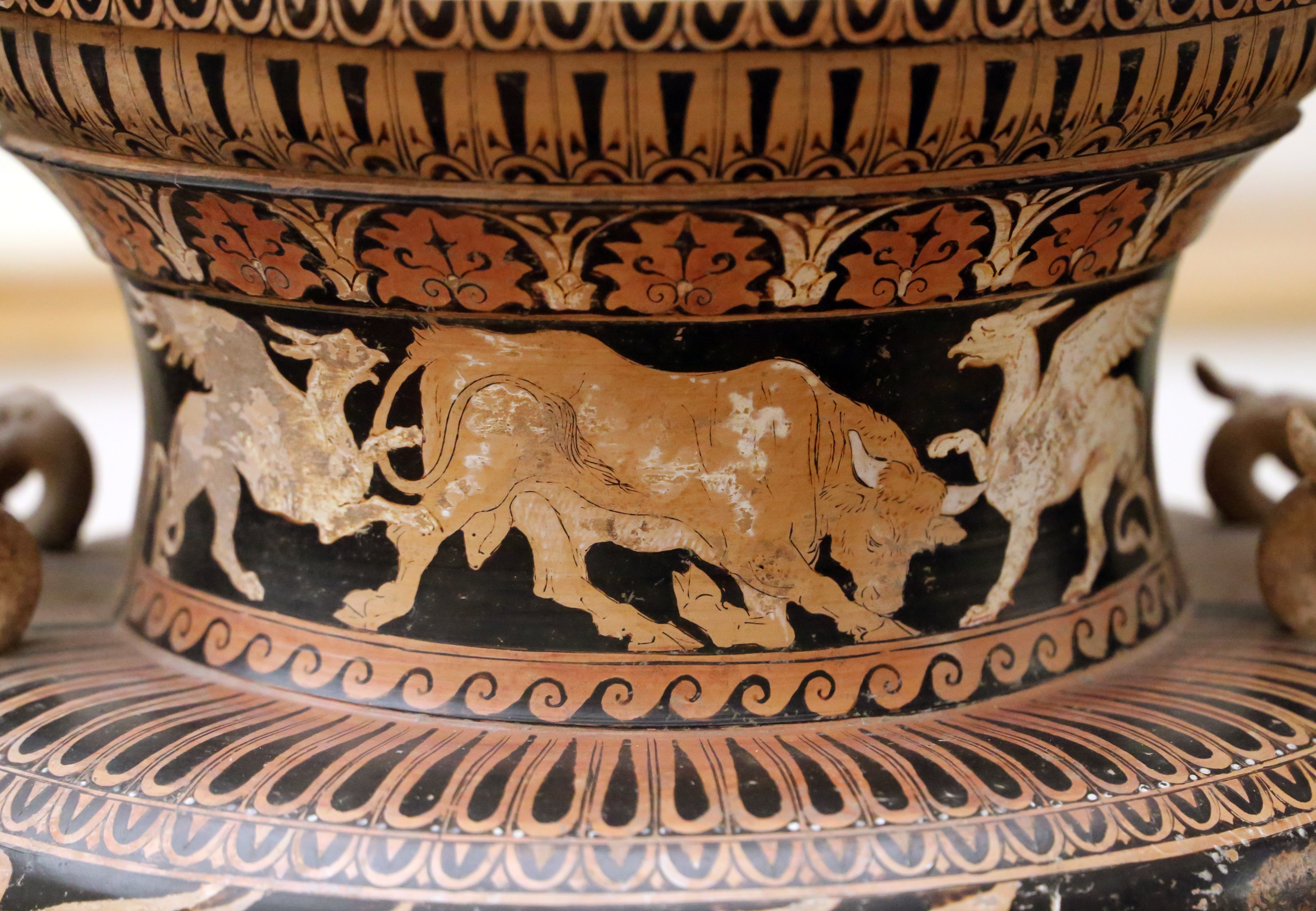
Cratère d'Éôs et Céphale, et de Thétis et Pélée, Falerii, 375-350 av. J.-C. Détail.

### Alatri(salle 32)

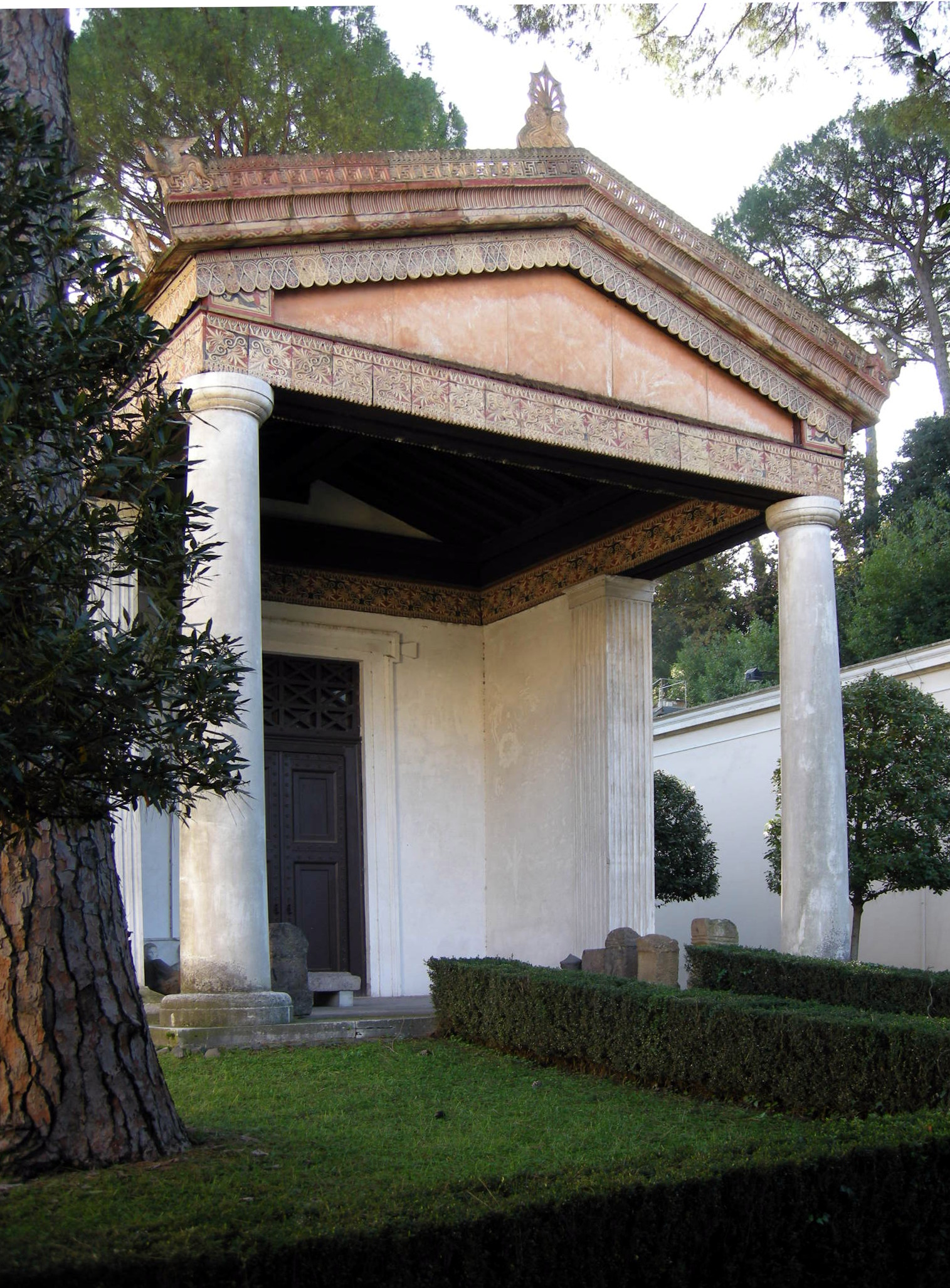
Reconstruction du temple étrusque d'Alatri.

- Reconstitution grandeur nature d'un temple italico-étrusque.

### Palestrina, anciennePréneste(salle 34)
- Mobilier funéraire issu des tombes Barberini, Bernardini, Castellani et Galeassi (fin du VIIIe siècle av. J.-C. et première moitié du VIIe siècle av. J.-C.)
- La Cista Ficoroni, coffre cylindrique en bronze décoré d'une scène de l'épopée des Argonautes (lutte contre Amycos, roi des Bébrices), avec des inscriptions mentionnant le nom de l'artisan, Novios Plautios, et le lieu de fabrication de l'objet : Rome (première mention du nom de Rome sur un objet d'art). Cette œuvre est datée des années de 350 à 330 av. J.-C.
- Miroir incisé avec Ulysse tendant une embuscade à Diomède (ou Castor et Pollux contre Amikos), vers 350-325 av. J.-C.

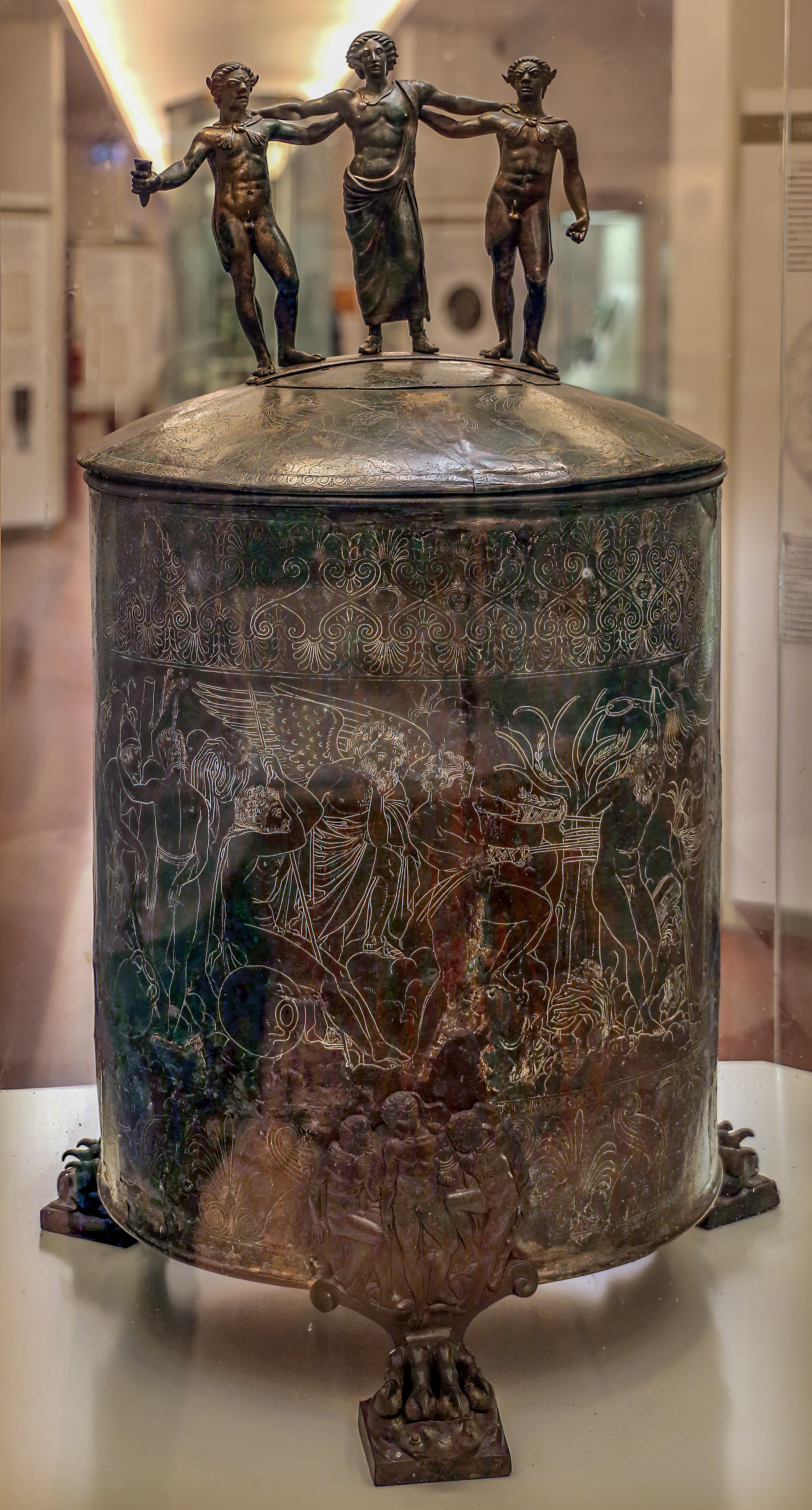
Cista Ficoroni, ca. -340
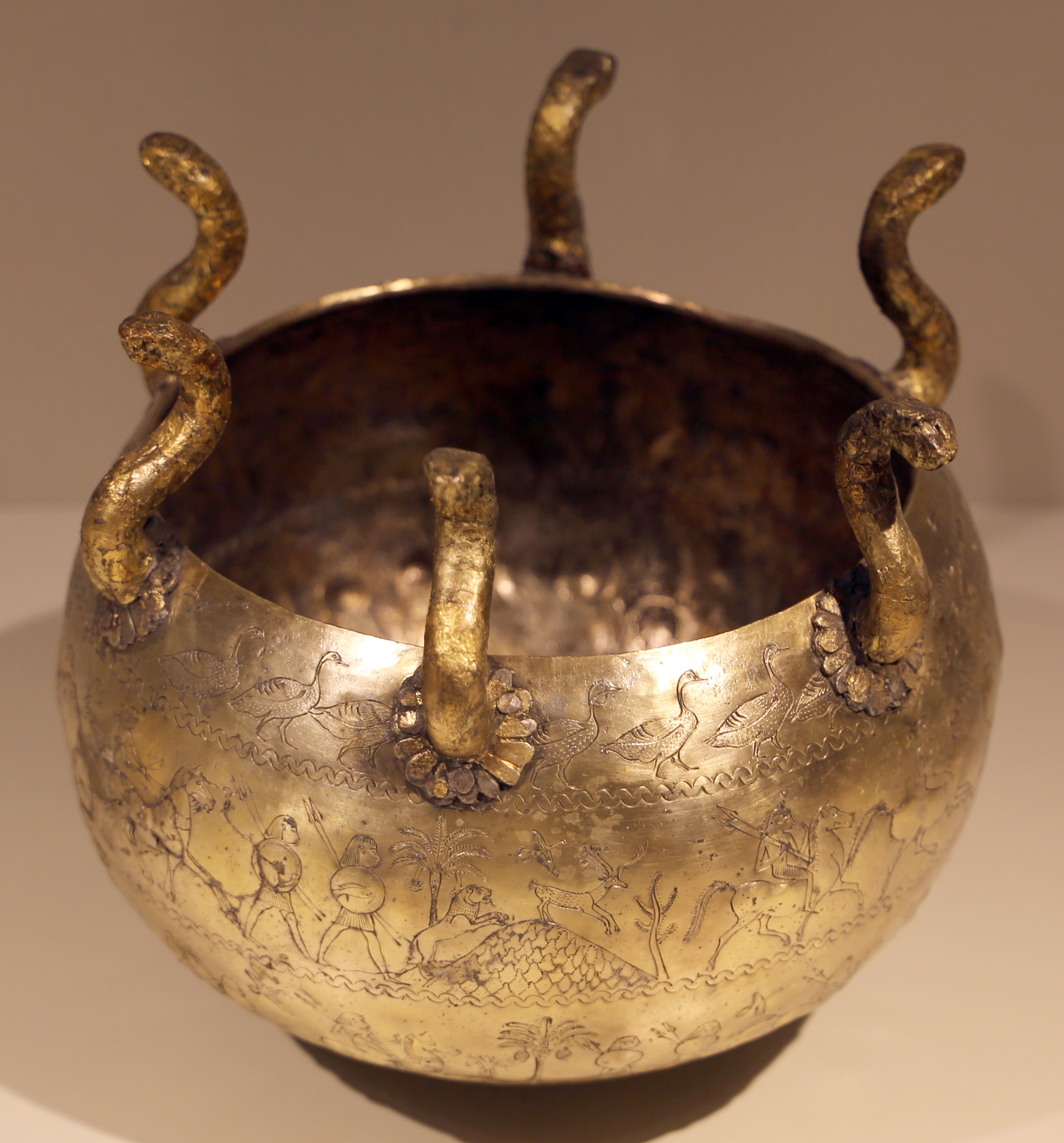
Petit lébès à têtes de serpent, à gravures d'oiseaux, guerriers et cavaliers, argent, v. 675-650 av. J.-C.
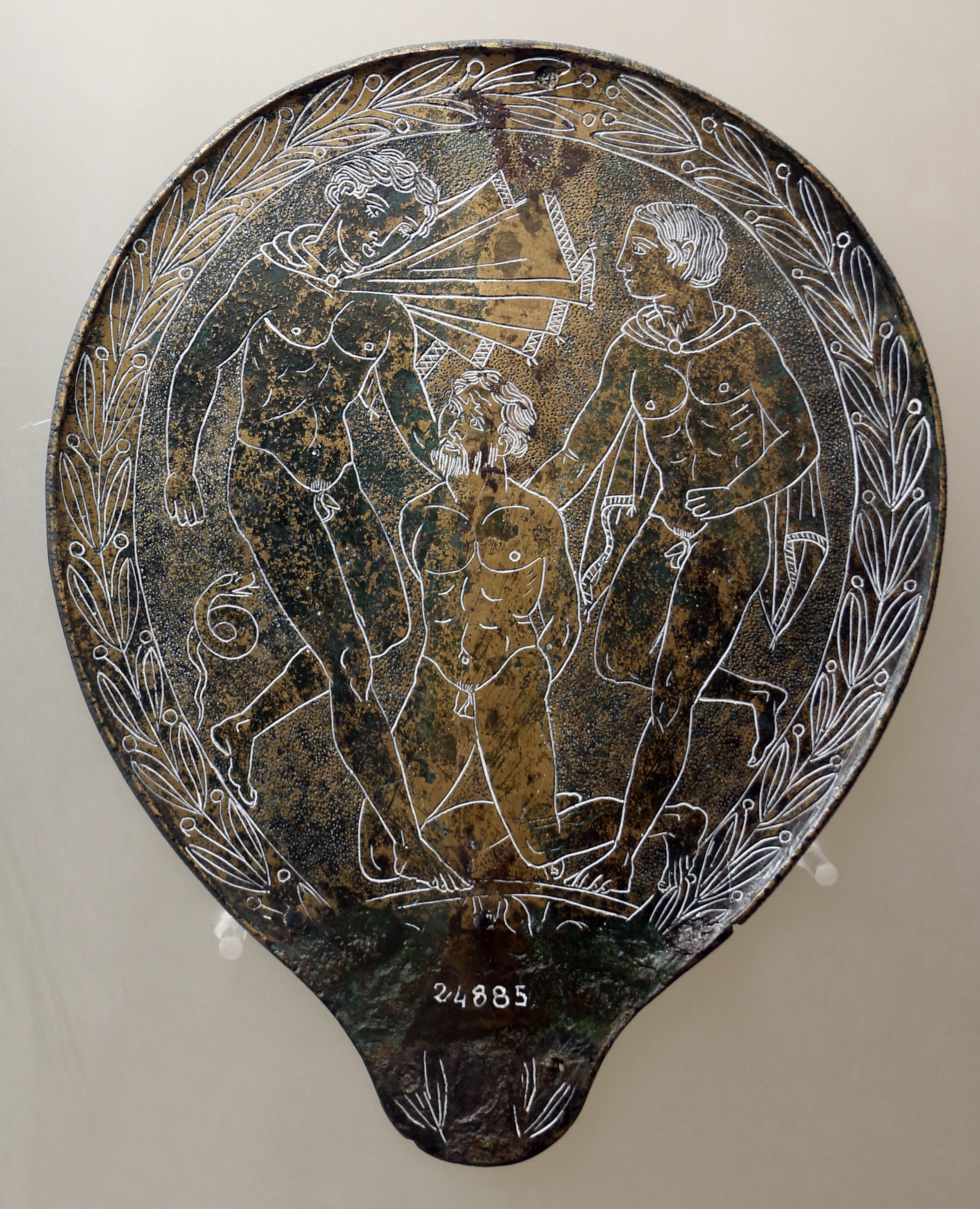
Miroir avec Ulysse tendant une embuscade à Diomède, ca. 350-325 av. J.-C.
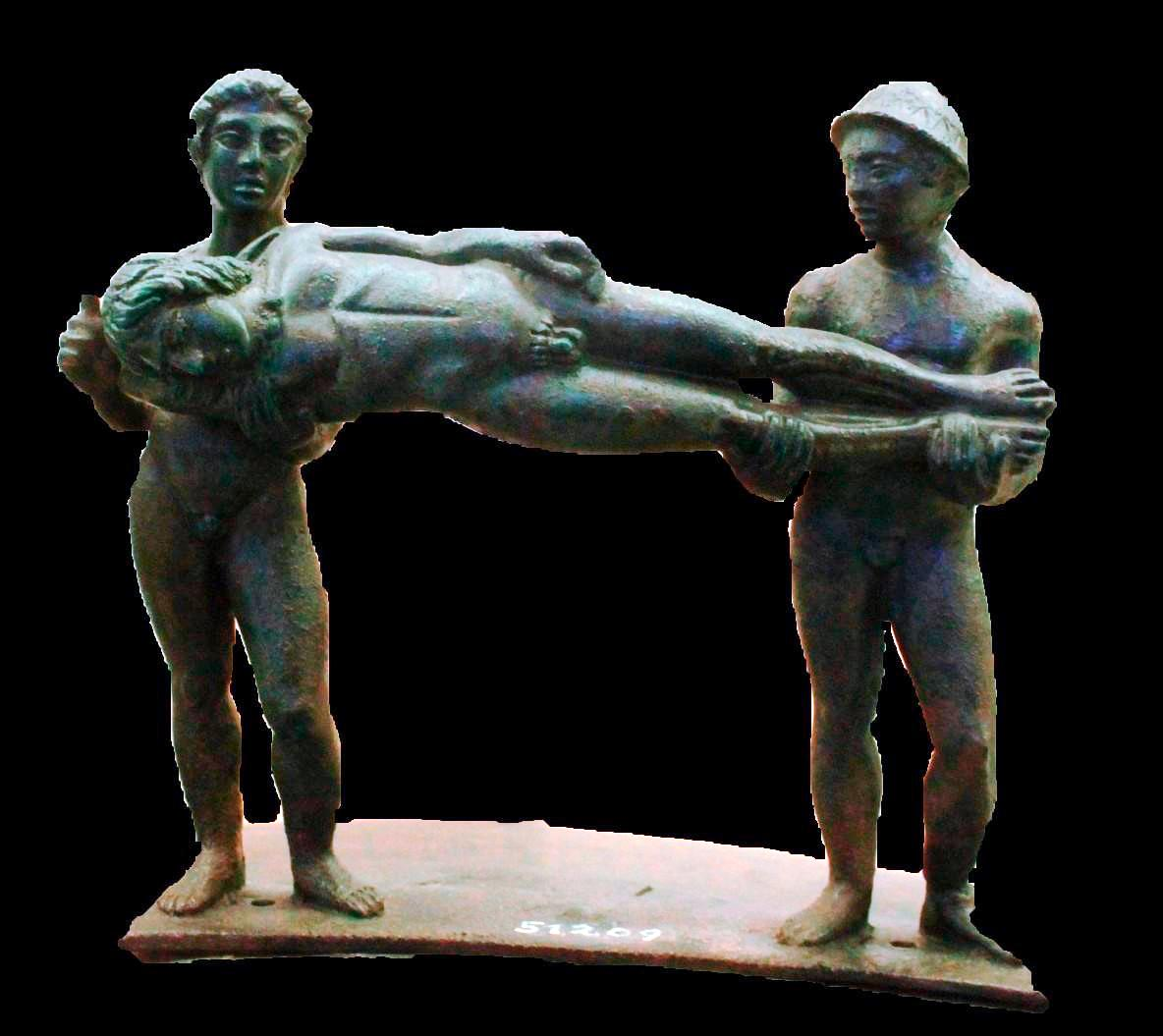
Anse d'un couvercle de ciste. Deux guerriers portent un camarade mort au combat. IVe s. av. J.-C.

### Ombrie(salle 35)
- Matériel funéraire issu de tombes de femmes (bijoux) et de guerriers (objets de banquet, céramiques grecques, casque de cérémonie en bronze damasquiné).

### Section épigraphique
Le musée comprend également une section épigraphique (antichambre et salle 11), qui abrite notamment les lamelles d'or de Pyrgi, parmi les plus anciennes inscriptions connues de l'Italie pré-romaine.

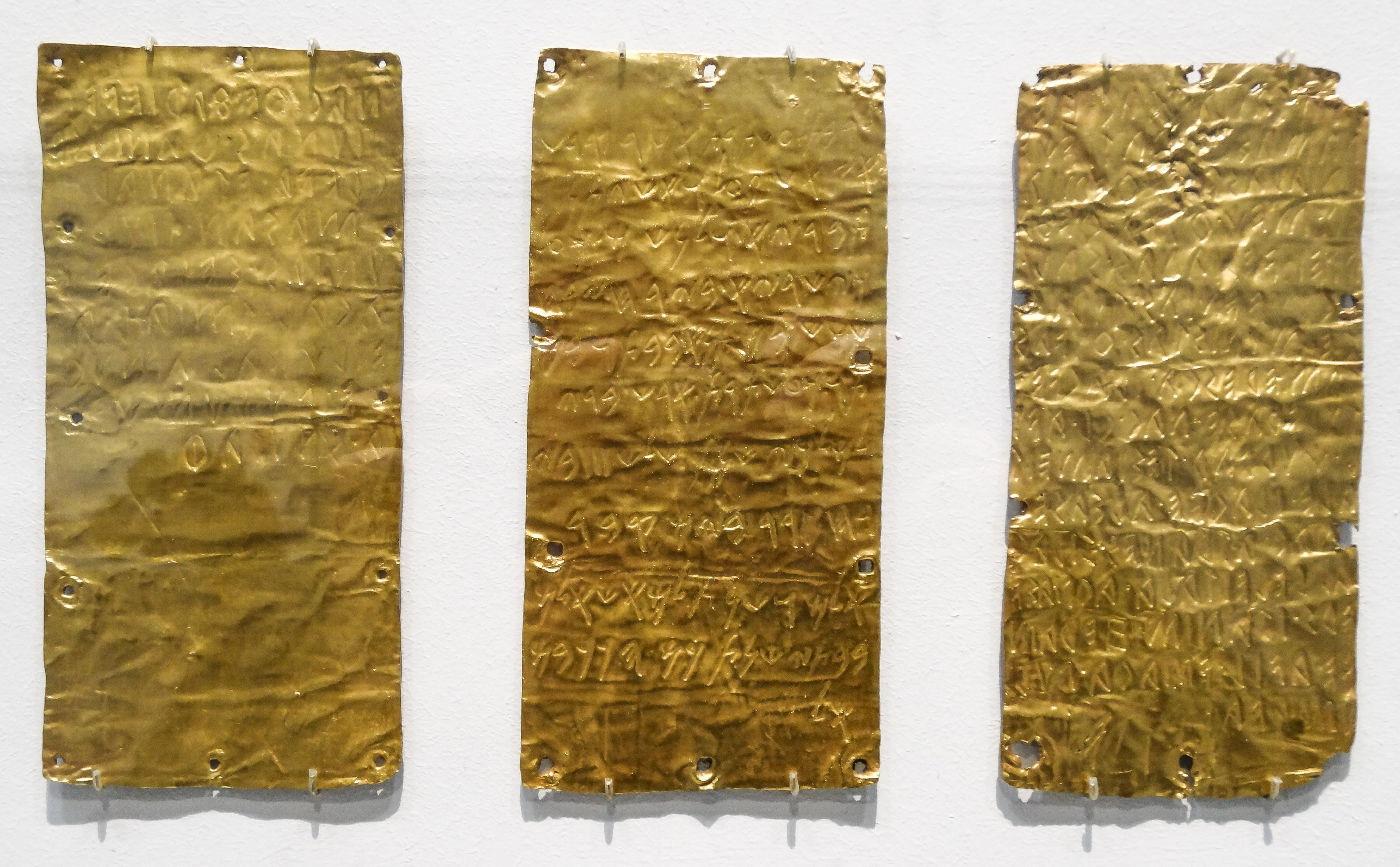
Lamelles d'or de Pyrgi

## Dons et retours

### Collections privées
La villa Giulia a également reçu des collections privées : celle d'Augusto Castellani, la collection Cima-Pesciotti et le fonds du musée Kircher, fondé en 1651 par le jésuite Athanasius Kircher et « nationalisé » après la proclamation du royaume d'Italie. Parmi les objets les plus connus figurent une série de miroirs en bronze et surtout la ciste Ficoroni, un coffre de mariage en bronze incisé, représentant le concours de boxe organisé par le roi Amycos, un épisode du mythe des Argonautes.
- Article détaillé : Orfèvrerie de la collection Castellani (it)

### Cratère d'Euphronios

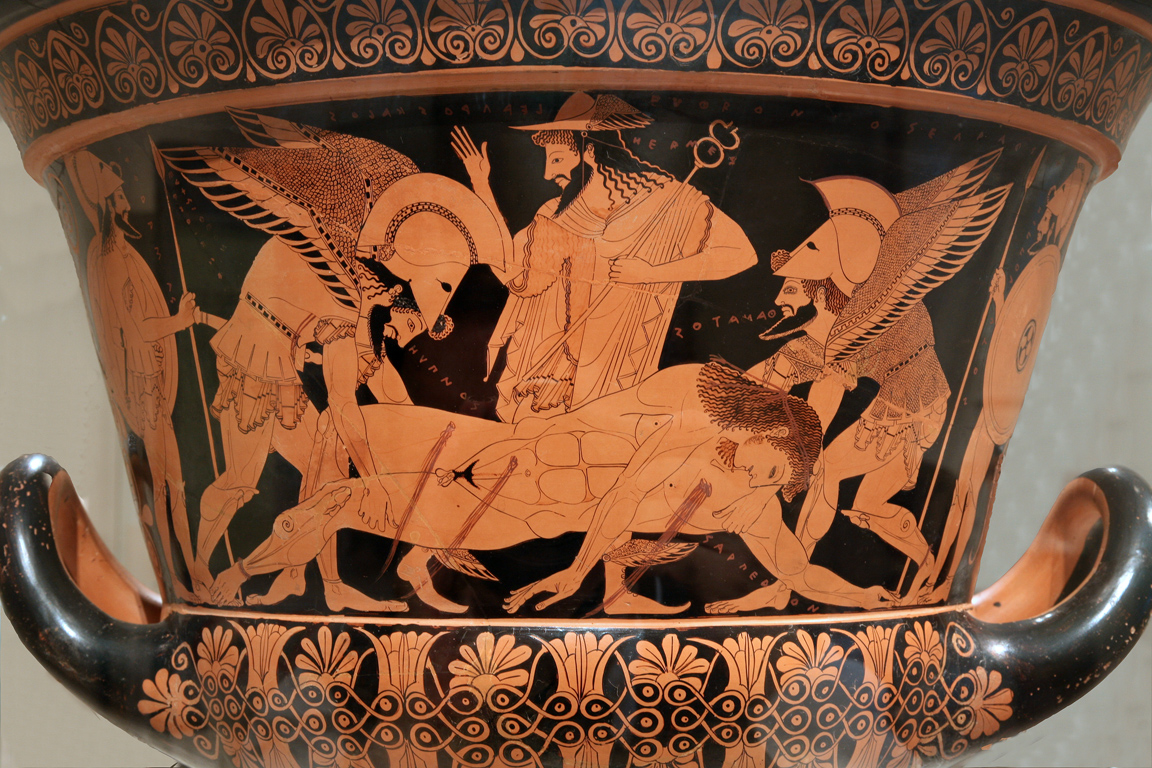
Cratère d'Euphronios, face A : le corps de Sarpédon est emporté par Hypnos et Thanatos (le Sommeil et la Mort), sous le regard d'Hermès. Cratère attique, vers -515.

Le musée a reçu récemment le cratère d'Euphronios, célèbre vase à calice de céramique attique à figures rouges, signé par le potier Euxithéos et le peintre Euphronios, v. 515 av. J.-C. (H. 47,5 cm ; D. 55,1 cm), exposé au Metropolitan Museum of Art de New York et restitué à l'Italie en 2008.

## Vol
Dans la nuit du 30 au 31 mars 2013, le musée est victime d'un vol aux fumigènes : y sont dérobés des bijoux étrusques en or de la collection Castellani.